# Henri VI (roi d'Angleterre)
Pour les articles homonymes, voir Henri, Henri VI et Henri d'Angleterre.
Henri VI d'Angleterre, né le 6 décembre 1421 au château de Windsor et mort le 21 mai 1471 prisonnier à la tour de Londres, fils du roi d'Angleterre Henri V (1386-31 août 1422) et petit-fils du roi de France Charles VI (1368-21 octobre 1422), titré duc de Cornouailles jusqu'à la mort de son père, est roi d'Angleterre de 1422 à 1461, puis de 1470 à 1471, duc d'Aquitaine de 1422 à 1453 et roi de France à partir de 1422 sous le nom de Henri II (non reconnu par la postérité). Devenu roi à l'âge d'un an, Henri VI règne jusqu'en 1437 sous la régence de ses oncles Jean et Humphrey de Lancastre. Son règne personnel est marqué par la fin de la guerre de Cent Ans (1337-1453) et par le début de la guerre des Deux-Roses entre la maison de Lancastre et la maison d'York (1455-1485), deux branches de la maison Plantagenêt.
C'est en vertu du traité de Troyes (1420) que Henri est proclamé roi de France en 1422. Ce traité, conclu entre Henri V et Charles VI, fait de Henri V le gendre et le successeur de Charles VI. Le roi d'Angleterre, vainqueur à Azincourt en 1415, bénéficie depuis 1419 au duc de Bourgogne Philippe le Bon, à la tête du puissant parti des Bourguignons. Henri V étant mort avant Charles VI, la couronne de France échoit à Henri VI.
Cette royauté, qui résulte des vicissitudes de la guerre de Cent Ans, est contestée par le fils aîné de Charles VI, le dauphin Charles (1403-1461), qui se proclame aussi roi de France (Charles VII) en 1422. Après une période de repli au sud de la Loire (il est alors dit « roi de Bourges »), Charles VII, soutenu par le parti des Armagnacs mené par le duc d'Orléans, reprend l'offensive en 1429 grâce à Jeanne d'Arc qui oblige les Anglais à lever le siège d'Orléans (8 mai 1429). Sacré peu après à Reims, selon une longue tradition (17 juillet), Charles VII reprend l'ascendant, malgré la condamnation à mort de Jeanne (brûlée vive le 30 mai 1431) et le couronnement de Henri comme roi de France à Paris (16 décembre 1431). Le duc de Bourgogne fait la paix avec Charles VII en 1435 (traité d'Arras).
Lorsqu'il prend personnellement le contrôle du gouvernement en 1437, Henri se trouve dans une situation difficile, non seulement en France, mais en Angleterre, en raison des divisions parmi la noblesse. Décrit par ses contemporains comme un homme timide et pieux, qui rejette la guerre et la violence, il apparaît très vite comme un monarque indécis et incapable de diriger le royaume à des moments cruciaux. Voulant établir de bonnes relations avec Charles VII, il épouse en 1445 une de ses nièces, Marguerite d'Anjou, fille du roi René. Mais cette politique pacifiste échoue, conduisant au meurtre de William de la Pole, son principal conseiller. La guerre reprend en France : en 1453, les troupes anglaises d'Aquitaine sont vaincues à Castillon (juillet) et Bordeaux, capitale du duché, est prise (octobre), mettant fin à trois siècles de présence anglaise en Aquitaine (depuis le mariage d'Aliénor avec Henri Plantagenêt en 1152).
Henri VI sombre dans une forme de folie après avoir appris la perte de Bordeaux. La régence est alors assumée par un cousin, Richard Plantagenêt (1411-30 décembre 1460), duc d'York, jusqu'à ce que Henri se remette de sa maladie l'année suivante. Mais le roi subit par la suite d'autres crises de folie, ce qui entraine des tensions entre la reine Marguerite et le duc d'York. Ces tensions dégénèrent en guerre civile en 1455.
Capturé par Richard à Northampton (10 juillet 1460), Henri est secouru par son épouse Marguerite, victorieuse à St Albans (17 février 1461), mais il est finalement déposé le 29 mars 1461 après sa défaite de Towton face au fils de Richard, Édouard, qui se proclame roi sous le nom d'Édouard IV. Malgré la résistance menée par Marguerite contre Édouard, Henri est de nouveau capturé en 1465 et emprisonné à la tour de Londres. Richard Neville, comte de Warwick, le rétablit sur le trône en 1470, mais Édouard bat Neville et reprend le pouvoir en 1471, emprisonnant une seconde fois Henri à la tour.
Henri meurt à la tour de Londres dans la nuit du 21 mai 1471, peut-être tué sur ordre d'Édouard IV. Il est inhumé à l'abbaye de Chertsey ; son corps est ensuite déplacé à la chapelle Saint-Georges du château de Windsor en 1484.
Des miracles lui sont attribués après sa mort et il est considéré comme saint et martyr jusqu'au XVIe siècle. La postérité reconnaît à Henri la fondation d'institutions d'éducation prestigieuses, ayant fait construire Eton College, King's College et All Souls College. William Shakespeare a écrit une trilogie à son sujet, le dépeignant comme un roi faible et manipulé par son épouse Marguerite.

## Naissance et première enfance (1421-1422)

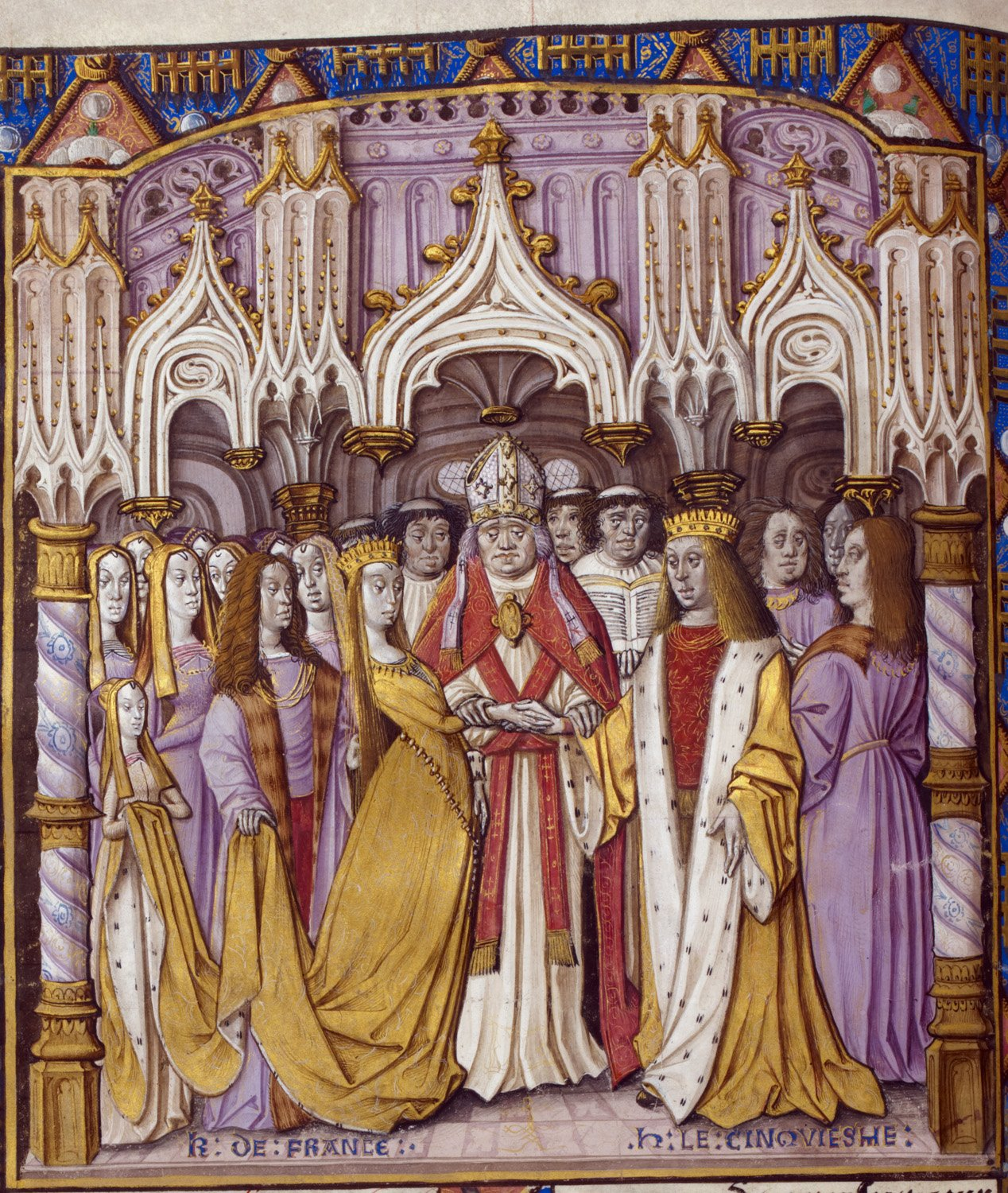
Mariage de Henri V (roi d'Angleterre) et de Catherine de Valois. British Library, Jean Chartier, Chronique de Charles VII, vers 1490, Royal 20 E. vi, 9.

### Contexte de sa naissance: la guerre de Cent Ans après Azincourt (1415-1421)
Henri V accède au trône d'Angleterre en 1413. Voulant affermir le pouvoir royal qui a été fortement contesté[réf. nécessaire] au cours du règne de son propre père Henri IV, il revendique dès 1414 le trône de France, reprenant le point de vue de son bisaïeul Édouard III en 1340, qui refuse la règle de primogéniture masculine (dite « loi salique ») qui a servi en 1328 pour exclure de la succession de France les descendants en ligne féminine de Philippe le Bel, au profit d'un cousin, Philippe de Valois (Philippe VI). Le conflit franco-anglais est cependant peu actif depuis la victoire navale remportée par les Castillans, alliés de Charles V, à La Rochelle en 1372.
Henri pense pouvoir profiter de la folie du roi Charles VI et de la situation de guerre civile qui règne depuis l'assassinat en 1407 du duc Louis d'Orléans, frère du roi. Cette guerre oppose les Armagnacs, parti du duc d'Orléans, et les Bourguignons, parti du duc de Bourgogne Jean sans Peur, cousin du roi, avec pour enjeu le contrôle de la régence lorsque le roi est incapable de gouverner.
L'offensive anglaise a lieu en août 1415 avec l'arrivée de troupes à Calais, ville tenue depuis 1346 par une garnison anglaise permanente. L'armée française des chevaliers envoyée vers Calais est écrasée à Azincourt le 25 octobre. Henri mène ensuite une conquête méthodique de la Normandie (1417-1419).
Face à ce danger, le gouvernement royal tente une réconciliation entre Armagnacs et Bourguignons. Une entrevue est organisée le 10 septembre 1419 à Montereau entre le duc Jean sans Peur et le dauphin Charles. Mais cette entrevue est catastrophique : Jean sans Peur est assassiné. Son successeur, Philippe le Bon (1396-1467), estime que le dauphin est gravement responsable de ce crime et que toute allégeance féodale envers la dynastie des Valois est annulée : il considère désormais que Henri V est le véritable roi de France.
L'épouse de Charles VI, la reine Isabeau, se rallie au camp anglo-bourguignon : c'est dans cette situation que le 20 mai 1420 est conclu entre Henri V et le roi Charles VI, représenté par son épouse Isabeau de Bavière, le traité de Troyes, qui prononce l'exclusion du dauphin Charles de la succession. À la mort de Charles VI, la couronne de France doit revenir à Henri V, à condition qu'il ait épousé Catherine (1401-1437), fille de Charles VI et sœur du dauphin. Le mariage a lieu dès le 2 juin 1420.
Le traité de Troyes est contesté par le dauphin Charles, alors âgé de 17 ans. Celui-ci se proclame régent pour son père, mais ne pouvant rester à Paris, ville acquise aux Bourguignons, se réfugie au sud de la Loire, en pays favorable aux Armagnacs, notamment à Bourges, de sorte qu'il est ironiquement surnommé par les Anglais « le petit roi de Bourges ». Le dauphin réussit cependant à remporter quelques succès, notamment en battant à Baugé en Anjou le lieutenant de Henri V en France, son frère Thomas de Lancastre, qui est tué durant la bataille. La situation est suffisamment alarmante pour qu'Henri rassemble des troupes en Angleterre et traverse une nouvelle fois la Manche (10 juin 1421).

### Naissance et baptême (décembre 1421)
Il nait au château de Windsor, au sud-ouest de Londres, le jour de la Saint-Nicolas.
Baptisé par l'archevêque de Canterbury Henry Chichele, Henri a pour parrains son grand-oncle paternel l'évêque de Winchester Henri Beaufort et son oncle paternel Jean de Lancastre, duc de Bedford. Sa marraine est la comtesse Jacqueline de Hainaut, ancienne belle-sœur[pas clair] de Catherine de Valois. Elle est venue en mars 1421 se réfugier en Angleterre après avoir été chassée de ses terres par son oncle Jean III de Bavière.
Le prince royal est proclamé duc de Cornouailles peu après.

### Avènements de Henri VI et mesures prises pour la régence (1422)

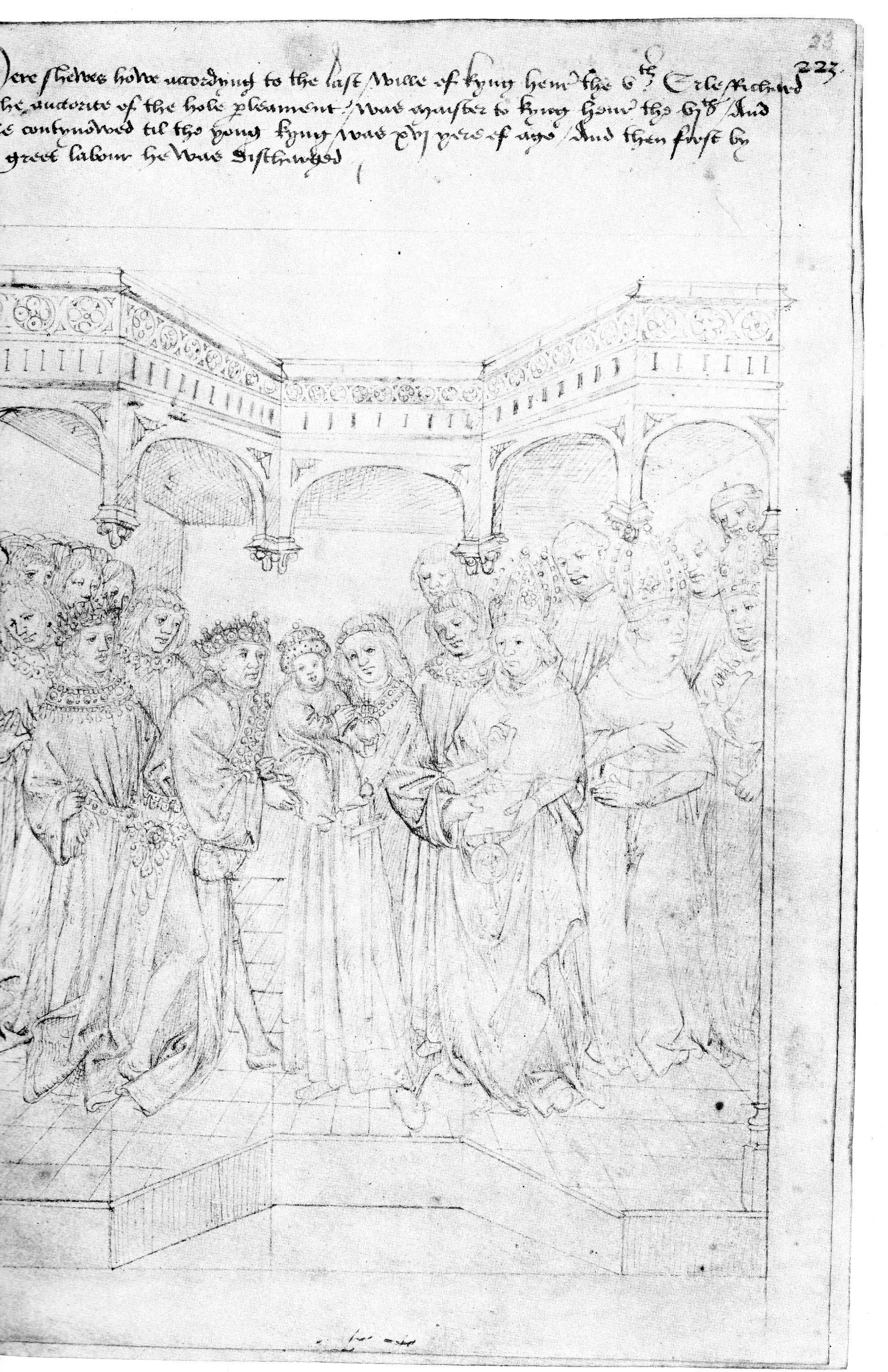
Le jeune Henri VI est confié au comte de Warwick.

Au printemps 1422, Henri V est en France et s'empare des dernières villes qui lui résistent au nord de la Loire. Il est rejoint par son épouse à Harfleur le 21 mai 1422. Le prince Henri est resté en Angleterre.
Le 31 août 1422, Henri V meurt de la dysenterie au château de Vincennes. Henri de Cornouailles devient donc roi d'Angleterre sous le nom de Henri VI. Le 21 octobre 1422, Charles VI meurt à son tour. Henri devient roi de France, reconnu comme tel par l'Angleterre, par le duc de Bourgogne et les Bourguignons, et par les villes du nord de la France, principalement Paris. Mais le 30 octobre, le dauphin Charles se proclame lui aussi roi de France sous le nom de Charles VII.
Le 28 septembre 1422, les nobles anglais se rassemblent au palais de Westminster pour jurer fidélité au roi, qui leur est officiellement présenté le 18 novembre.
Le 5 décembre 1422, les dernières volontés d'Henri V, formulées avant son départ pour la France en juin 1421, sont examinées par le Parlement d'Angleterre, qui y apporte quelques modifications. Une double régence est établie et confiée à deux oncles du roi : 
- Jean de Lancastre, duc de Bedford, reçoit la tutelle du roi et est chargé de mener la guerre en France contre Charles VII ;
- Humphrey de Lancastre, duc de Gloucester, nommé lord-protecteur, est chargé de gouverner l'Angleterre en l'absence de son frère.

L'oncle d'Humphrey, l'évêque Henri Beaufort, tient également une place importante au conseil du roi en tant que Lord chancelier. Enfin, Edmond Mortimer, 5e comte de March et cousin éloigné d'Henri V, est désigné pour être lord-lieutenant d'Irlande.

## Période de la régence (1422-1437)

### Éducation de Henri VI
Le conseil de régence prend des libertés avec les recommandations faites par Henri V dans son testament : Walter Hungerford, chargé au départ de la garde d'Henri VI, est remercié le 18 février 1423 par les régents qui décident d'abord de laisser le roi avec sa mère. Puis, le 16 janvier 1424, Joan Astley est désignée comme nourrice (avec un salaire annuel de 40 livres). Le 21 février 1425, la dame Alice Butler est choisie par Gloucester pour s'occuper de l'enfant (elle est autorisée « à le châtier raisonnablement de temps en temps »).
Le conseil demande très tôt au jeune roi de remplir ses fonctions : c'est ainsi qu'il participe à l'ouverture du Parlement en avril 1425.
Bedford, revenu de France après sa victoire sur Charles VII à Verneuil (1424), prend en charge l'éducation de son neveu, qu'il adoube en mai 1426. À partir de mai 1428, c'est Richard de Beauchamp, 13e comte de Warwick, qui l'éduque, conformément au testament d'Henri V, après le départ de Bedford pour la France où il engage le siège d'Orléans. Warwick transmet à Henri VI une grande piété, qui restera toujours présente en lui. Pendant cette période, Henri se lie d'amitié avec le fils de Warwick, Henry de Beauchamp, qu'il créera duc de Warwick en 1445.
En ce qui concerne Catherine de Valois, elle est peu à peu écartée par Gloucester, qui, par ailleurs, se méfie de tout mariage que pourrait contracter la reine mère. En 1427, Catherine envisage d'épouser Edmond Beaufort, cousin du roi, mais issu d'une maison qui n'est pas appréciée par les Lancastre, car d'ascendance illégitime[réf. nécessaire], bien qu'Humphrey et Edmond soient tous deux petits-fils de Jean de Gand[pas clair]. Humphrey fait alors voter par le Parlement une loi qui impose l'accord du conseil et du roi pour qu'une reine douairière puisse se remarier. Vers 1428, Catherine passe outre et épouse un noble gallois, Owen Tudor, à qui elle donnera plusieurs enfants dont deux, Edmond (1430-1456) et Jasper (1431-1495), atteindront l'âge adulte.

### L'épopée de Jeanne d'Arc (1429) et le couronnement de Henri comme roi d'Angleterre

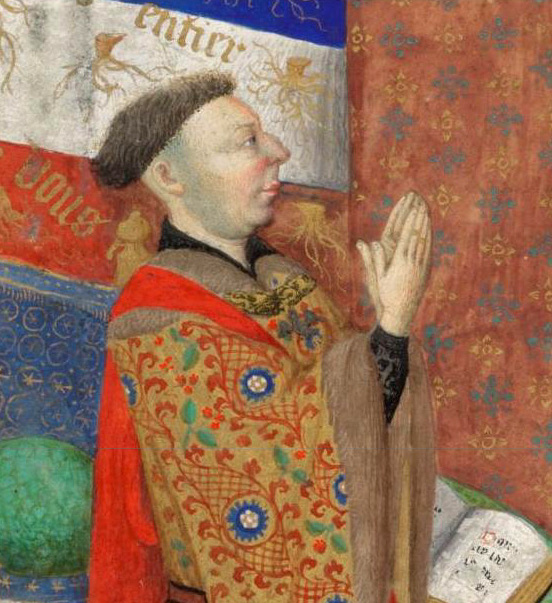
Jean de Lancastre, duc de Bedford.
Détail d'une enluminure des Heures de Bedford, vers 1423, Londres, British Library.

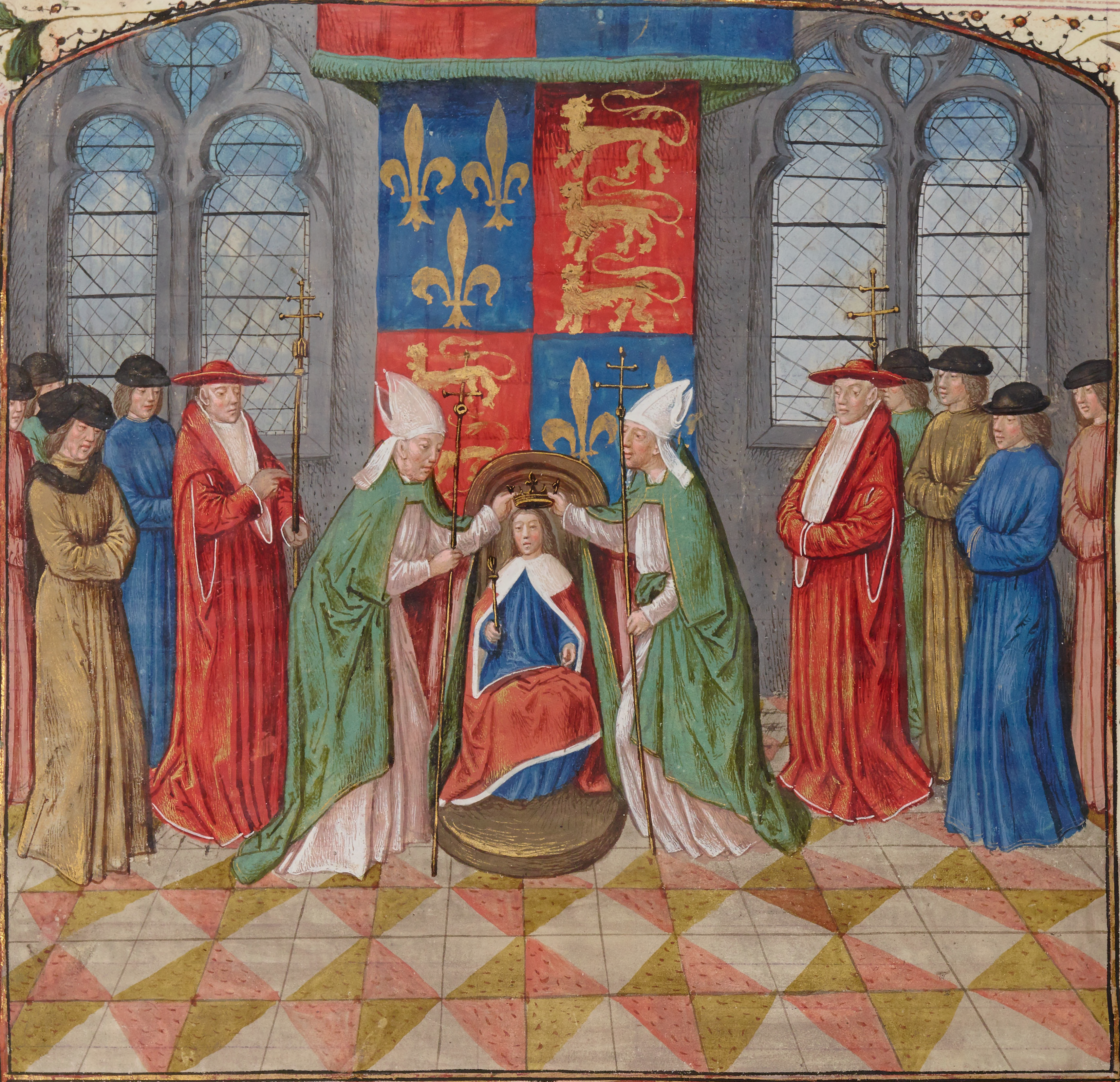
Sacre de Henri VI en la cathédrale Notre-Dame de Paris, miniature anonyme, XVe siècle,
Jean de Wavrin, Anciennes chroniques d'Angleterre, Paris, BnF, ms. Français 83 (détail).

Après avoir contraint les Anglais à lever le siège d'Orléans en mai 1429, Jeanne d'Arc remporte une série de victoires sur John Talbot et John Fastolf, lieutenants du roi Henri VI en France. Conformément à ce qu'elle estime depuis le départ faire partie de sa mission, elle amène Charles VII et un grand nombre de dignitaires du royaume à Reims, où ont traditionnellement lieu les cérémonies du sacre du roi de France, élément très important de la légitimité royale. Charles VII est sacré le 17 juillet.
Bien qu'une attaque sur Paris échoue en septembre de peu à cause des Bourguignons, Charles réussit à rassembler de nombreux partisans grâce à son sacre et sème la confusion dans l'alliance anglo-bourguignonne que Bedford tente à tout prix de préserver.
En réponse au sacre de Charles VII, Henri VI est couronné roi d'Angleterre le 6 novembre 1429 à l'abbaye de Westminster par l'archevêque Henry Chichele, qui l'a baptisé en 1421. Ce couronnement a pour conséquence de mettre officiellement fin à la régence exercée par le duc de Gloucester depuis 1422. En effet, depuis le règne d'Édouard III, le Parlement d'Angleterre s'est souvent arrangé pour que la régence du roi ne se trouve pas entre les mains d'un seul noble désireux d'accaparer tous les pouvoirs. La Chambre des communes a toujours en tête la crainte d'une usurpation par Jean de Gand au moment de l'avènement de Richard II en 1377, lorsque ce dernier avait à peine dix ans.[pas clair]

### Voyage en France (1430-1432): procès de Jeanne d'Arc et sacre de Henri
Peu après son couronnement, une proclamation est envoyée à tous les nobles de haut rang pour qu'ils suivent leur roi, qui compte visiter son royaume de France. Henri VI traverse la Manche pour la première fois avec son oncle Bedford le 23 avril 1430. Il débarque à Calais avec 10 000 hommes, puis se rend à Rouen le 17 juillet, la capture de Jeanne d'Arc le 23 mai précédent ayant sans doute facilité ce déplacement.
Henri y établit sa cour pendant un an alors que Jeanne est jugée pour hérésie. Il semble que Henri VI ait assisté à quelques séances du procès, mais Bedford laisse la plupart du temps le cardinal Beaufort diriger les débats. Jeanne, condamnée à mort, est brûlée vive le 30 mai.
Durant l'hiver 1431, Bedford se résout à faire sacrer son neveu à Paris, Reims étant désormais hors d'atteinte des troupes anglaises. Henri arrive à Paris le 2 décembre et rend visite à l'hôtel Saint-Pol à sa grand-mère maternelle Isabeau de Bavière. Il est accueilli avec enthousiasme par les Parisiens. Il loge au château de Vincennes.
Il est sacré dans la cathédrale Notre-Dame de Paris le 16 décembre 1431 par son grand-oncle Henri Beaufort, fait cardinal par le pape Martin V,,. L'office est accompagné d'un motet de John Dunstable.
Il revient ensuite à Rouen où il est acclamé aux cris de « Noël, Noël ! ». Il rembarque le 29 janvier 1432 et est de retour à Londres le 14 février.

### Affaires politico-militaires des années 1430

#### En Angleterre: retour de Henri Beaufort à la chancellerie (1432)
Le Parlement convoqué en 1432 doit régler un conflit ancien entre le régent Humphrey de Lancastre, duc de Gloucester, et Henri Beaufort, évêque de Winchester et lord chancelier récurrent. Lors du Parlement de 1426, dit Parlement des battes, le régent a obtenu la destitution de Beaufort, remplacé comme lord chancelier par John Kemp, archevêque d'York. Mais la question réapparait en 1432, année de convocation du Parlement.
Lorsque le Parlement est ouvert le 12 mai 1432, le roi doit trancher entre le cardinal Beaufort et ses détracteurs, qui l'accusent de concussion[pas clair]. Henri VI se prononce en faveur de son grand-oncle[pas clair] et lui renouvelle sa confiance, le réintégrant au Conseil.
Le 26 avril 1434, il espère imposer une certaine concorde lors d'une réconciliation provisoire entre Gloucester et Beaufort[pas clair]. Mais une autre question va occuper le conseil, à savoir la guerre en cours avec la France, Charles VII étant dans l'ensemble en position favorable.

#### En France: défection du duc de Bourgogne et mort de Bedford (1435)
En 1432, Anne de Bourgogne, sœur de Philippe le Bon et épouse de Bedford, meurt en couches, ce qui fragilise l'alliance anglo-bourguignonne. Bedford se remarie en 1433 avec Jacquette de Luxembourg, mariage désapprouvé par Philippe le Bon, qui, en représailles, décide d'entrer en pourparlers avec Charles VII.
Bedford refuse de suivre Philippe le Bon sur le chemin des négociations (qui impliqueraient au minimum la renonciation au trône de France). Mais il meurt le 14 septembre 1435. Une semaine plus tard, une paix séparée est conclue entre Charles VII et Philippe le Bon par le traité d'Arras. Le duc de Bourgogne prête serment d'allégeance, ainsi que le duc de Bretagne Jean V.
Cela permet à Charles VII de reprendre Paris après un siège achevé en avril 1436.

#### Les années 1435-1437: régence du duc d'York en France
La nouvelle de la paix entre la France et la Bourgogne, ainsi que de la mort de son oncle, auraient profondément peiné Henri VI. La mort de Bedford n'arrange pas les relations entre Gloucester et Beaufort. Le premier, comme Bedford, souhaite poursuivre la guerre jusqu'à l'élimination de Charles VII, alors que le second se prononce pour la paix. L'avis du cardinal Beaufort est privilégié après la mort de Bedford car l'Angleterre manque désormais de ressources et d'alliés.
Le 8 mai 1436, le conseil royal nomme Richard Plantagenêt, duc d'York, successeur de Bedford comme régent d'Henri VI en France. Ce dernier a tout juste quatorze ans et Beaufort pense en faire une marionnette entre ses mains.[réf. nécessaire]
Mais le duc d'York va faire preuve de combativité, avec le soutien du duc de Gloucester. En 1436, York reprend[pas clair] Dieppe et Fécamp, puis menace Paris en février 1437. Mais il est mécontent de l'attitude du conseil, qui ne lui fournit pas assez d'argent pour payer ses troupes, de sorte qu'il doit payer les soldes sur ses propres revenus. C'est donc avec une grande rancœur envers le cardinal Beaufort et le nouveau favori du roi, William de la Pole, comte de Suffolk, que le duc d'York rentre en Angleterre en novembre 1437.

#### Initiation d'Henri VI aux affaires du royaume (1434-1437)
Le 12 novembre 1434, alors qu'il approche de l'âge de 13 ans, le conseil informe le roi qu'il ne l'estime pas encore prêt à assumer sans assistance son rôle de monarque.
Le duc de Gloucester encourage cependant son neveu à prendre de l'intérêt aux réunions du conseil et aux rapports transmis par Bedford à partir de la conférence d'Arras entre Français, Anglais et Bourguignons, qui aboutit au traité d'Arras entre Charles VII et Philippe le Bon.

## Début du règne personnel (1437–1445)

### Émancipation (1437)
Le décès de la reine mère Catherine de Valois le 3 janvier 1437 bouleverse profondément le roi. De plus, le comte de Warwick, qui s'occupe de l'éducation d'Henri depuis 1428, est envoyé en juillet 1437 en France pour remplacer le duc d'York en tant que lieutenant du roi (il y mourra le 30 avril 1439).
Privé des conseils de son tuteur, Henri franchit un nouveau pas et, le 13 novembre 1437, peu avant son seizième anniversaire, reçoit l'essentiel des pouvoirs[pas clair]. Dès lors, il assiste régulièrement aux réunions du conseil et donne son avis à chaque fois qu'une nouvelle décision est prise.

### Action dans le domaine éducatif (collèges universitaires)

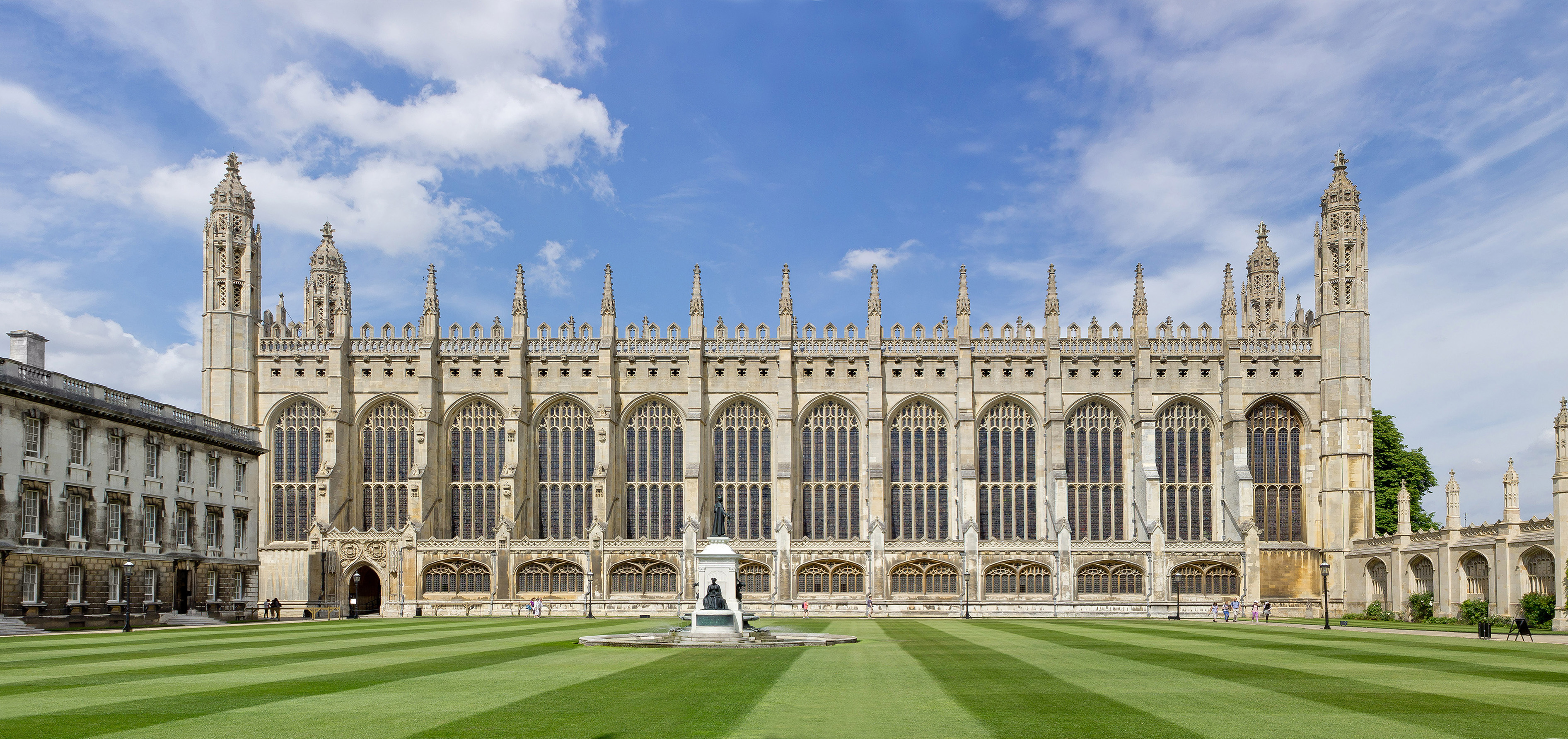
King's College Chapel à Cambridge.

Il commence aussi à montrer un intérêt croissant en matière d'éducation. Il poursuit la politique de mécénat architectural entamée par son père : entre 1438 et 1441 sont fondés All Souls College à Oxford, Eton College ainsi que King's College à Cambridge.
La plupart de ses commissions architecturales (comme l'expansion de l'abbaye de Syon, fondée par Henri V) consistent en l'érection d'une église de style gothique tardif ou perpendiculaire ayant pour fonction d'être un édifice monastique ou éducatif.
Cette action est aujourd'hui encore commémorée. Chaque année, à l'anniversaire de sa mort, les prévôts d'Eton et de King's College déposent des lys blancs et des roses, emblèmes floraux respectifs de ces collèges, à la tour de Wakefield, située dans la tour de Londres, où a été emprisonné Henri VI entre 1465 et 1470 puis en 1471. Selon la tradition, c'est dans la tour de Wakefield qu'il aurait été assassiné alors qu'il s'agenouillait pour prier. Il existe une cérémonie d'hommage semblable à la chapelle Saint-Georges du château de Windsor, où Henri repose depuis 1484. Probablement influencé par Warwick ainsi que le cardinal Beaufort, Henri VI patronne de nouvelles universités créées pour les descendants des membres de la noblesse. John Tiptoft est un parfait exemple de cette réussite scolaire : fait comte de Worcester à sa majorité en 1449, il a auparavant étudié à Oxford et est reconnu par ses pairs à Padoue pendant les années 1450 lorsqu'il entame des traductions de textes latins.

### Relations avec la famille Tudor
Bien qu'Henri sache depuis 1432 que Catherine de Valois a contracté une union secrète avec Owen Tudor, il ne sait probablement pas qu'ils ont eu des enfants. En 1437, après la mort de Catherine, Owen est emprisonné à la prison de Newgate. Il s'évade en 1438, mais est repris et emprisonné au château de Windsor. En 1439, Henri lui accorde finalement son pardon et lui alloue une rente annuelle de 40 livres.
En mars 1442, l'abbesse Katherine de la Pole, sœur du comte de Suffolk, persuade le roi de s'intéresser à ses deux demi-frères, Edmond et Jasper Tudor, hébergés à l'abbaye de Barking depuis la mort Catherine de Valois.
À la suite de sa correspondance avec Katherine de la Pole, Henri accueille donc Edmond et Jasper à la cour, alors qu'ils sont encore adolescents. Il leur impose une éducation religieuse stricte, mais leur témoigne beaucoup d'affection.
Edmond et Jasper seront créés respectivement comte de Richmond et de Pembroke le 23 novembre 1452, puis légitimés le 6 mars de l'année suivante. Henri leur confie la garde de sa jeune cousine Marguerite Beaufort, qui a un statut d'héritière potentielle du trône. Edmond Tudor l'épouse le 1er novembre 1455. Si le couple vient à avoir un enfant, il pourra éventuellement succéder à Henri VI sur le trône. Les deux frères feront preuve d'une fidélité sans faille à Henri VI lors de la guerre des Deux-Roses.

### Disgrâce d'Humphrey de Lancastre (1441)
Le duc perd tout crédit à la cour lorsque son épouse Éléonore Cobham est jugée coupable de sorcellerie sur la personne du roi en 1441. Le duc, bien qu'innocenté de toute complicité avec sa femme, a dû se retirer de la cour et a perdu la confiance du roi.
Beaufort est dès lors en meilleur position pour influencer le roi, qui atteint l'âge officiel de la majorité le 6 décembre 1442[réf. nécessaire].

### Mariage avec Marguerite d'Anjou (1445)

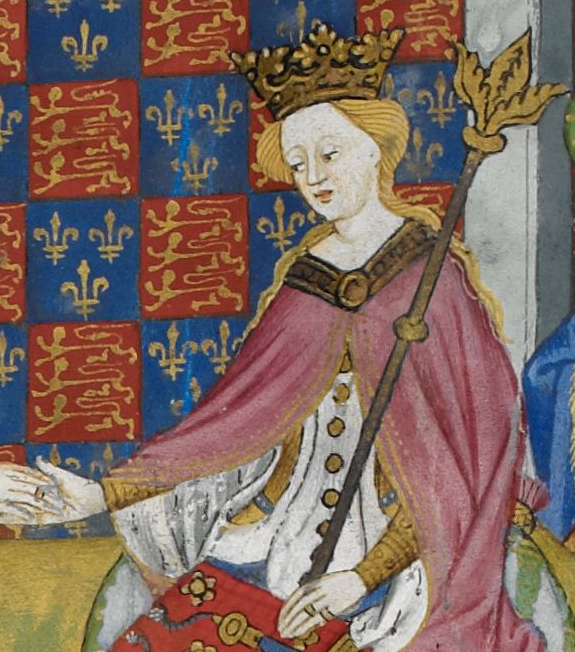
Marguerite d'Anjou, détail d'une enluminure ornant le Livre de Talbot-Shrewsbury, offert par John Talbot à Henri et Marguerite à l'occasion de leur mariage, British Library, XVe siècle.

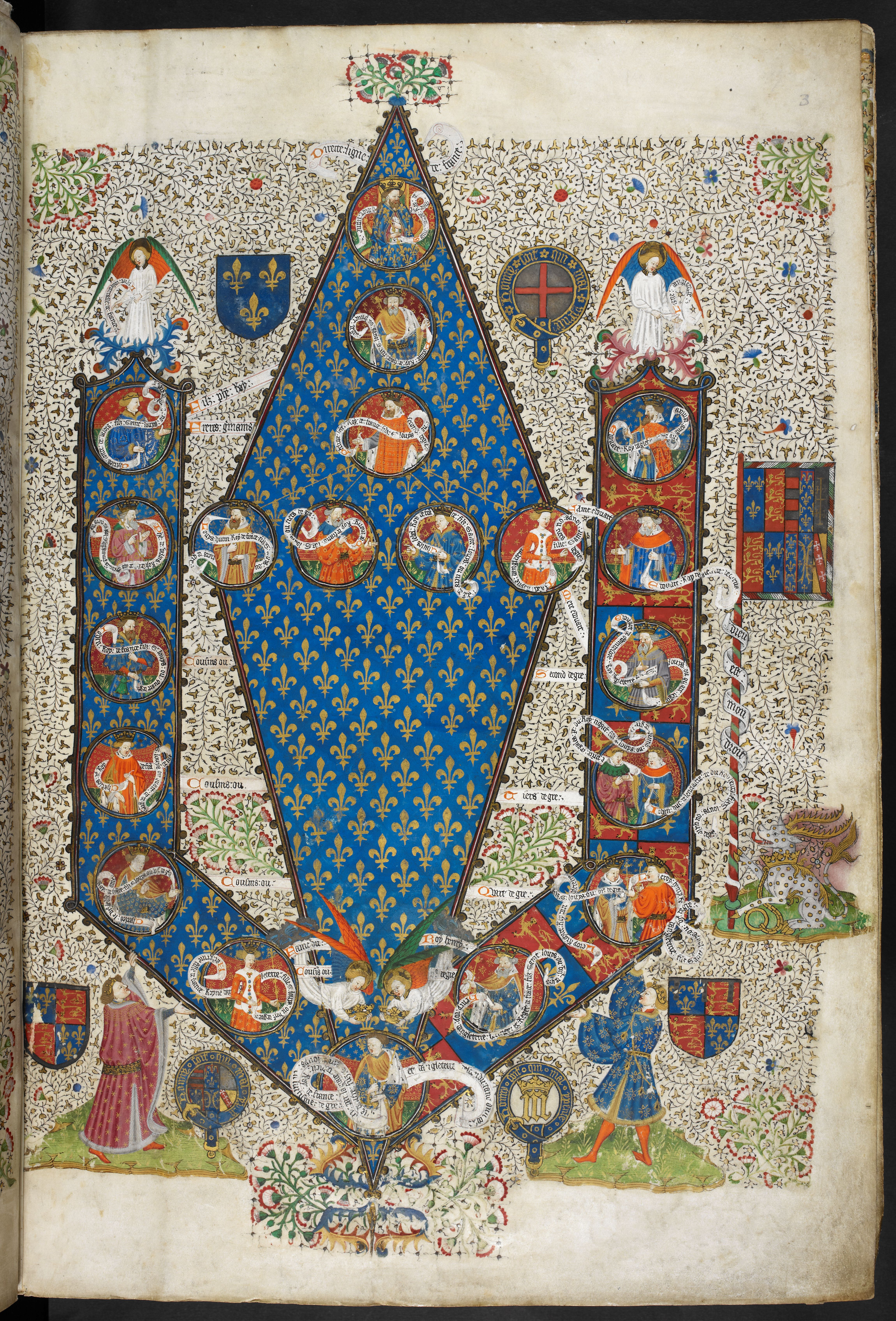
Arbre généalogique des dynasties royales française et anglaise, aboutissant à l'union des deux couronnes en la personne d'Henri VI (roi d'Angleterre).
Enluminure ornant le Livre de Talbot-Shrewsbury, vers 1445.

Le mariage en 1445 d'Henri VI avec Marguerite d'Anjou (1430-, fille de René d'Anjou et d'Isabelle de Lorraine, entre dans le cadre d'une politique de rapprochement avec Charles VII en vue de négociations de paix. Mais auparavant, plusieurs projets de mariage (à partir de 1434) n'ont pas pu aboutir.

#### Projets antérieurs de mariage (1434-1443)
En 1434, Beaufort a envisagé de marier Henri avec une des filles du roi d'Écosse Jacques Ier, époux depuis 1424 de Jeanne Beaufort, nièce du cardinal, afin de mettre fin aux escarmouches récurrentes (mais sans conséquences graves) à la frontière des deux royaumes.
Mais cela n'aboutit pas, car Beaufort se tourne alors vers la France, où Charles VII est plus dangereux pour les Anglais. Avant les négociations d'Arras de 1435, Bedford accepte d'envisager un mariage d'une fille de Charles VII avec Henri, mais une clause du contrat de mariage impose une renonciation du roi d'Angleterre à la couronne de France. Henri, influencé par le duc de Gloucester, met fin à ce projet.
En 1438, Gloucester envisage son mariage avec une des filles de l'empereur Albert II en vue d'une alliance défensive contre la France.
En février 1440, la Praguerie, révolte de plusieurs princes féodaux alliés au dauphin Louis contre Charles VII, fait espérer à Gloucester un retournement de la situation militaire en faveur des Anglais. Mais le duc de Bretagne et celui de Bourgogne retirent leur soutien à l'Angleterre lorsque Gloucester proclame qu'Henri VI ne renoncera jamais au trône de France.
Le cardinal Beaufort travaille alors à un mariage d'Henri avec une fille de Jean IV d'Armagnac, Isabelle, ce qui assurerait une tête de pont anglaise entre la Normandie et la duché d'Aquitaine (détenu par les rois d'Angleterre depuis 1154). Le duc d'Alençon Jean II, ancien compagnon d'armes de Jeanne d'Arc, approuve ce projet. Les révoltés demandent quant à eux la libération du duc d'Orléans, emprisonné en Angleterre depuis la défaite d'Azincourt en 1415. Bien que Gloucester s'y oppose, Charles d'Orléans rentre en France afin de favoriser la coordination des rebelles. Henri VI semble avoir été prêt à procéder à ce mariage, mais Charles VII bat les rebelles en juillet 1440 et menace le comte d'Armagnac en 1442. En mai 1443, Charles VII propose le mariage d'Henri avec sa nièce Marguerite d'Anjou, ce qui est approuvé par le cardinal Beaufort et le comte de Suffolk.
Marguerite d'Anjou est la fille du duc René d'Anjou (1409-1480), prince du sang français, comte de Provence, roi de Naples de 1435 à 1442 (d'où son surnom de « roi René »), et de la duchesse Isabelle de Lorraine (vers 1405-1453). Marguerite est donc une personnalité de très haut rang dans la noblesse française et européenne.

#### Négociations du mariage avec Marguerite (1444)
Henri VI est dès lors bien plus ouvert aux projets de mariage formulés par le cardinal Beaufort. Il donne son accord à la proposition de Charles VII et charge Suffolk d'aller négocier avec le roi de France.
Les conditions de Charles VII sont qu'il n'ait pas à payer de dot et que le roi d'Angleterre rétrocède les comtés du Maine et d'Anjou, alors occupés par les Anglais.
Ces conditions sont formalisées par le traité de Tours d'avril 1444, la cession des terres reste cependant cachée au Parlement.

#### Le mariage (23 avril 1445)
Suffolk rentre avec Marguerite le 1er avril 1445 : la future reine a alors 15 ans. Le mariage, repoussé par une épidémie de variole, a lieu à Titchfield dans le Hampshire le 23 avril.
L'union du couple royal est célébrée en la collégiale Saint-Georges de Nancy et bénie par l'évêque de Toul Louis de Haraucourt.[pas clair]
La reine est couronnée le 30 mai dans la cathédrale de Westminster.
L'arrivée d'une femme au fort tempérament bouscule l'atmosphère de la cour car Marguerite a été éduquée comme future reine, qui doit asseoir son pouvoir et exiger l'obéissance de tous les nobles. Marguerite partage cependant la piété de son nouvel époux ainsi que son inclination à développer les universités (elle fondera Queens' College à Cambridge en 1448).

## Gouvernement avec le marquis/duc de Suffolk (1446- janvier 1450)
Le cardinal Beaufort se retire des affaires de l'État après le mariage royal. C'est désormais William de la Pole, élevé au rang de marquis de Suffolk en septembre 1444, qui conduit la politique étrangère de l'Angleterre, politique favorable à la recherche de la paix avec la France, en prolongement de la trêve conclue à Tours en 1444. Cette politique est soutenue par le roi et la reine.

### Politique francophile de Suffolk
En juillet 1445, Henri reçoit à Londres le comte de Vendôme, Louis de Bourbon, et Jacques Jouvenel des Ursins, archevêque de Reims, afin de prolonger la trêve de 1444. Il surprend ses interlocuteurs en manifestant son désir insistant d'une paix perpétuelle entre France et Angleterre.
Lorsque les clauses du traité de Tours sont rendues publiques en 1446, de nombreux nobles à la cour, au premier rang desquels les ducs de Gloucester[pas clair] et d'York, réclament la destitution de Suffolk de son poste de Lord chancelier, mais celui-ci est protégé par le roi et la reine.

### Arrestation et mort d'Humphrey de Lancastre (février 1447)
Constatant l'hostilité du duc de Gloucester à ses projets de paix, Henri VI le fait arrêter le 18 février 1447, peu après l'ouverture du Parlement à Bury St Edmunds, pour répondre de charges de trahison formulées par le marquis de Suffolk. La reine soutient l'action du favori. Gloucester est emprisonné en vue d'un procès, mais il meurt dès le 23 février, sans doute d'une attaque à la suite du choc de son arrestation. Certains chroniqueurs accusent Beaufort ou Suffolk de l'avoir fait assassiner : cette théorie est peu probable car Beaufort n'aurait en aucun cas éliminé un des membres de la dynastie lancastrienne[réf. nécessaire] alors que le roi n'a toujours pas de fils pour lui succéder.
La position de Suffolk se trouve renforcée à la cour, surtout après la mort du cardinal Beaufort, qui survient le 11 avril suivant. Suffolk et son allié Edmond Beaufort, neveu du cardinal, reçoivent très vite des privilèges réservés aux membres de la famille royale : ils sont respectivement créés duc de Suffolk et de duc de Somerset. Tous deux bénéficient du soutien de la reine, qui parvient à convaincre le roi du bien-fondé de leurs actions.
Le Maine est rétrocédé en 1448 à Charles VII.

### Éviction du duc d'York des affaires de France (1447)
Du fait de la mort de Gloucester, Richard Plantagenêt, duc d'York, est considéré par certains (notamment par lui-même) comme l'héritier présomptif d'Henri VI, c'est-à-dire la personne appelée à succéder au cas où le roi mourrait sans enfant, mais aucun consensus n'existe alors sur ce point.
Or, il conteste la politique de paix avec la France menée pendant sa lieutenance en France. Cette opposition à la politique des favoris royaux a pour résultat la décision de le transférer sur le poste de lord-lieutenant d'Irlande (30 juillet 1447). Son départ effectif a lieu en juin 1449.
Suffolk et Somerset ont réussi à briser le cercle de la famille royale encore opposé à leurs actions.

### Reprise de la guerre de Cent Ans (1449-1450): perte de la Normandie

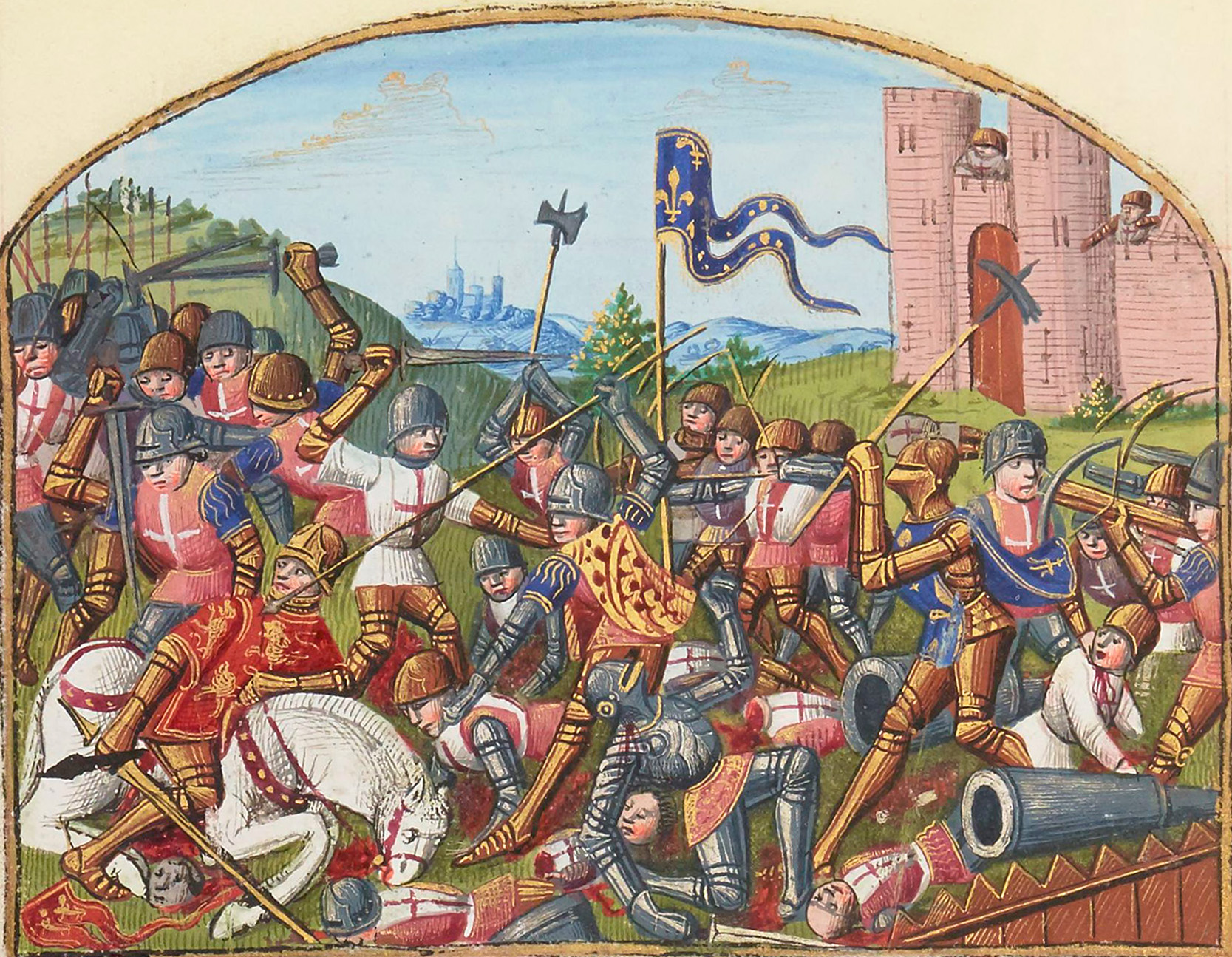
La mort de John Talbot à la bataille de Castillon.
Enluminure ornant le manuscrit de Martial d'Auvergne, Les Vigiles de Charles VII, vers 1484, BNF, ms. Français 5054 229.

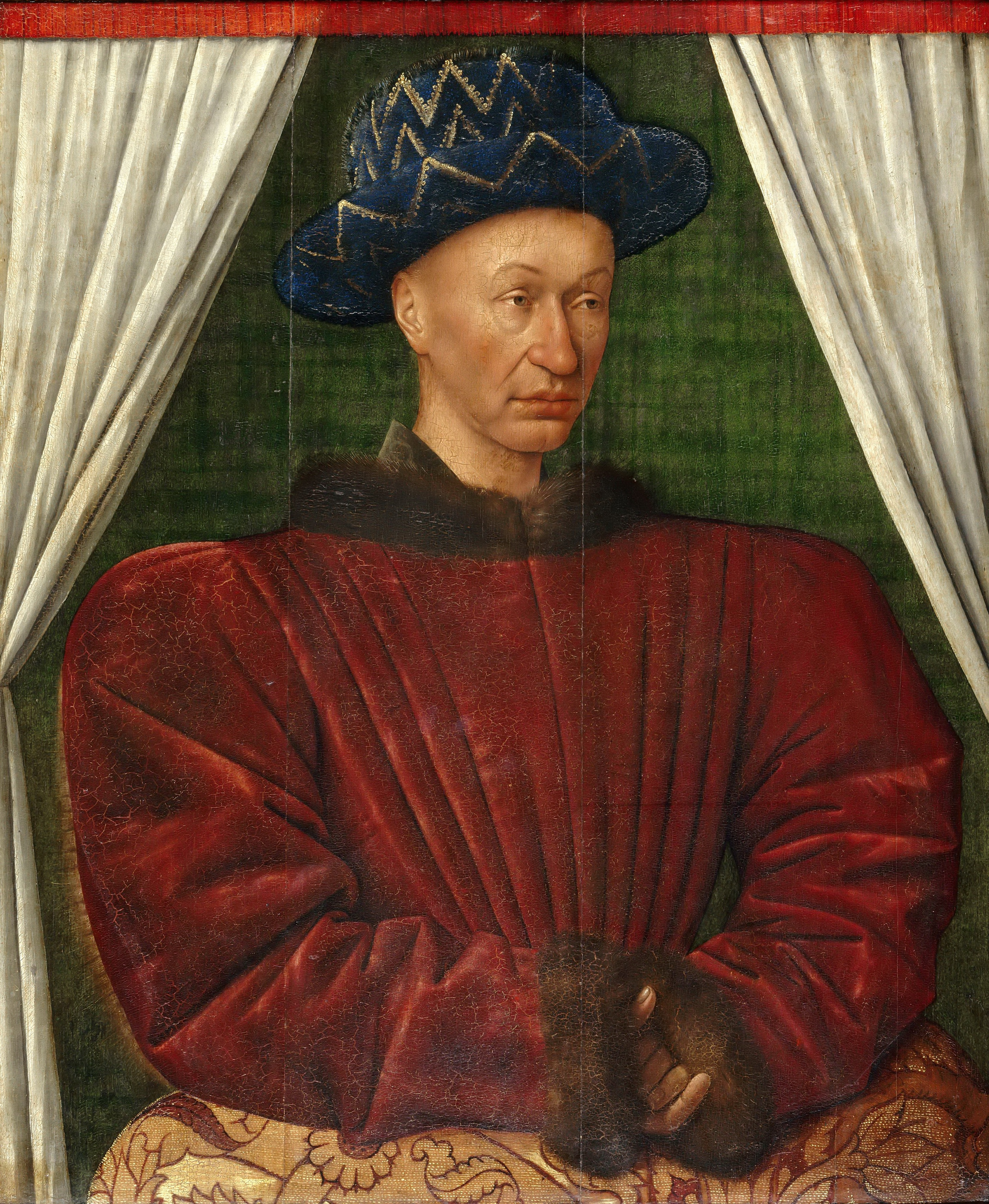
Portrait de Charles VII (roi de France), le très victorieux roi de France.
Toile de Jean Fouquet, vers 1445 ou 1450, musée du Louvre.

Le 23 mars 1449, François de Surienne, officier mercenaire, probablement d'origine aragonaise, au service de l'Angleterre, s'empare de la ville forte bretonne de Fougères. Cette action effectuée en infraction à la trêve franco-anglaise a pour conséquence de faire basculer le duc de Bretagne François Ier du côté français.
Charles VII se saisit de ce prétexte pour porter assistance à son vassal en attaquant les troupes anglaises en Normandie sur trois fronts. Somerset est envoyé en France afin d'organiser la résistance, mais sans succès. Une colonne française s'empare de Saint-Lô à l'ouest, une autre de Rouen (10 novembre 1449).
En 1450, une armée de secours commandée par Thomas Kyriell est débarquée à Cherbourg en mars 1450, mais elle est vaincue à Formigny le 14 avril. Caen, puis les principales villes du Cotentin, capitulent pendant l'été. Cherbourg notamment est reprise en août, ce qui achève la campagne du roi de France en Normandie.

### Chute (28 janvier 1450) et mort de Suffolk
Pendant ce temps, l'atmosphère en Angleterre est glaciale. Accusé[Par qui ?] de complot contre la couronne pour avoir rendu le Maine et l'Anjou à la France, Suffolk est arrêté le 28 janvier 1450 et emprisonné à la tour de Londres.
Le roi et la reine, essaient de protéger leur favori, mais doivent céder face à la pression populaire[réf. nécessaire]. Suffolk est condamné à un bannissement de cinq ans.
Mais, quittant l'Angleterre en bateau vers la France, il est intercepté dans la Manche par une bande de soldats mécontents appartenant au duc d'Exeter qui le condamnent à mort[pas clair] et le décapitent le 2 mai 1450,.

## Gouvernement avec le duc de Somerset (1450-1453)
Le duc de Somerset reste le seul favori du roi mais il n'obtient pas le même soutien du roi que Suffolk et doit solliciter l'appui de ministres impopulaires que sont John Kemp, James Fiennes et William Ayscough (en).

### Révolte paysanne (mai 1450)

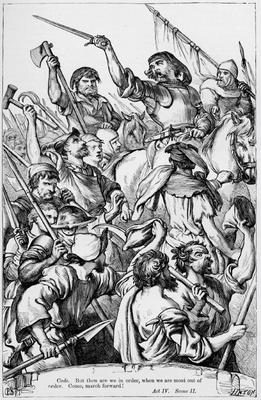
La rébellion de Cade.

À l'instar de la révolte des paysans en 1381, le milieu des paysans est agité en 1450 par de la colère. En mai 1450, une révolte éclate dans le Kent. Elle est conduite par Jack Cade. Ce dernier prétend descendre du roi Richard II, déposé en 1399 par Henri IV, le grand-père d'Henri VI. Les rebelles réclament dans leur manifeste le renvoi des ministres abusant du pouvoir du roi et qui sont corrompus ainsi que la réduction des taxes.
Des troupes de soldats revenant de France pillent le sud de l'Angleterre et rejoignent la rébellion. Début juin, Londres est menacée par les rebelles. Henri VI envoie les frères Stafford écraser le soulèvement mais les Stafford sous-estiment les troupes rebelles, qui infligent une cuisante défaite à l'armée royale à Sevenoaks le 18 juin. Les rebelles occupent Londres pendant plusieurs jours et massacrent les conseillers impopulaires d'Henri dont Ayscough et Fiennes. Le roi lui-même doit s'enfuir à bride abattue à Kenilworth. De leurs côtés, les ecclésiastiques John Kemp et William Waynflete rassemblent une armée parmi les notables londoniens, qui aident les troupes du roi à chasser les rebelles. Cade est discrédité pour ne pas avoir su empêcher le pillage de la ville. Le roi pardonne aux rebelles et promet d'accéder à leurs demandes mais se dédit une fois la victoire royale assurée. Cade est tué en voulant s'enfuir tandis que de nombreux rebelles sont jugés et exécutés pour haute trahison. L'insécurité persiste pourtant dans la capitale après la révolte, comme le montre le mouvement des yeomen John et William Merfold (en), qui vont plus loin dans leurs demandes : ils réclament radicalement la déposition d'Henri VI et le meurtre des membres du clergé.

### Fin de la guerre de Cent Ans (1452-1453): perte de l'Aquitaine
Le duché d'Aquitaine (ducatus Aquitaniae), alors communément appelé « duché de Guyenne » en français et ducat de Guienna en gascon, est un fief détenu par les descendants d'Henri Plantagenêt (Henri II d'Angleterre de 1154 à 1189) depuis son mariage avec la duchesse Aliénor d'Aquitaine en 1152. Depuis cette époque, la ville de Bordeaux, capitale du duché, a toujours été aux mains des Plantagenêt (jusqu'en 1399), puis des Lancastre, leurs successeurs. Après la reprise de la Normandie, c'est le dernier territoire important détenu par Henri VI en France, avec un statut particulier, puisqu'il n'est pas un occupant, mais le détenteur du titre ducal. Par ailleurs, les Bordelais entretiennent des liens commerciaux privilégiés avec l'Angleterre (vin de Bordeaux).
Charles VII lance ses armées contre le duché en 1451, année marquée par la reprise de Bayonne et de Bordeaux, les  principaux ports du duché. Une armée anglaise conduite par John Talbot reprend Bordeaux le 23 octobre 1452. Talbot veut vaincre les armées françaises présentes en Guyenne avant que Charles VII n'ait eu le temps de mobiliser toutes ses troupes.
En 1453, une offensive française est lancée le long de la Dordogne. Arrivés devant la ville de Castillon (située à environ 50 km à l'est de Bordeaux), où se trouve Talbot, les généraux français réussissent à l'attirer dans un piège. Le 17 juillet 1453, Talbot attaque l'armée française, mais est surpris par une artillerie très importante dirigée par Jean Bureau : c'est un désastre. Talbot est tué et l'armée anglaise est anéantie, alors que les Français ne perdent que quelques centaines d'hommes.
Bordeaux est prise le 19 octobre suivant au terme d'un siège de six semaines, ce qui met un terme à la guerre de Cent Ans sur le plan militaire. Les Anglais ne gardent que Calais, conquise en 1346.
Après la victoire de Charles VII sur les Anglais, les droits sur le trône d'Henri VI sont définitivement révoqués par les juristes du roi de France qui, en application de la loi salique, vieille tradition en vigueur chez les Francs saliens selon laquelle les femmes ne peuvent pas succéder à un roi franc et qui avait été remise en vigueur pour justifier la prise du pouvoir royal par Philippe VI de Valois en 1328, ajoutèrent à leurs conclusions : « Nemo plus juris ad alium transfere potest quam ipse habet » (« On ne peut transmettre plus de droits que l'on en possède soi-même »), impliquant que la mère d'Henri VI, Catherine de Valois, ne pouvait lui transmettre des droits à la succession de la couronne, puisqu'elle-même n'en possédait pas.
Charles VII reste seul roi de France, mais le titre restera revendiqué de façon formelle et jusqu'à la paix d'Amiens en 1802 par les souverains anglais.[réf. nécessaire]

### Tensions entre les ducs de Somerset et d'York
Le 7 septembre 1450, le duc d'York revient d'Irlande et écrit une série de lettres au roi : il proclame sa fidélité envers Henri VI, demande le jugement des membres de la cour ayant affirmé qu'il a entretenu des liens avec la rébellion de Cade et propose au roi de l'aider à se défaire des mauvais conseillers qui viennent de perdre la Normandie (visant implicitement Somerset). Quelques semaines plus tard, York rencontre le roi et se voit admis au conseil du roi : ce dernier s'assure ainsi que le duc est mis en minorité dans un conseil où la plupart des membres sont partisans de Somerset ou neutres. La situation s'avère cependant instable à Londres car York trouve des partisans nombreux au sein du peuple. Somerset est emprisonné dans la tour de Londres en novembre pour sa propre sécurité. Pendant ce temps, York tente de réformer le Parlement avec l'aide de son vassal William Oldhall. York fait part de son hostilité contre le duc de Somerset, qu'il juge traître de par sa mauvaise gestion de la campagne militaire en Normandie. Il faut remarquer également qu'York est un adversaire acharné de la Maison Beaufort depuis que Jean Beaufort l'a supplanté dans la lieutenance en France en 1443 : Beaufort avait reçu le soutien financier de la couronne pour défendre le Maine et avait cependant échoué dans sa mission. York estime que les Beaufort sont responsables de la défaite en France et est devenu leur ennemi acharné depuis 1447.

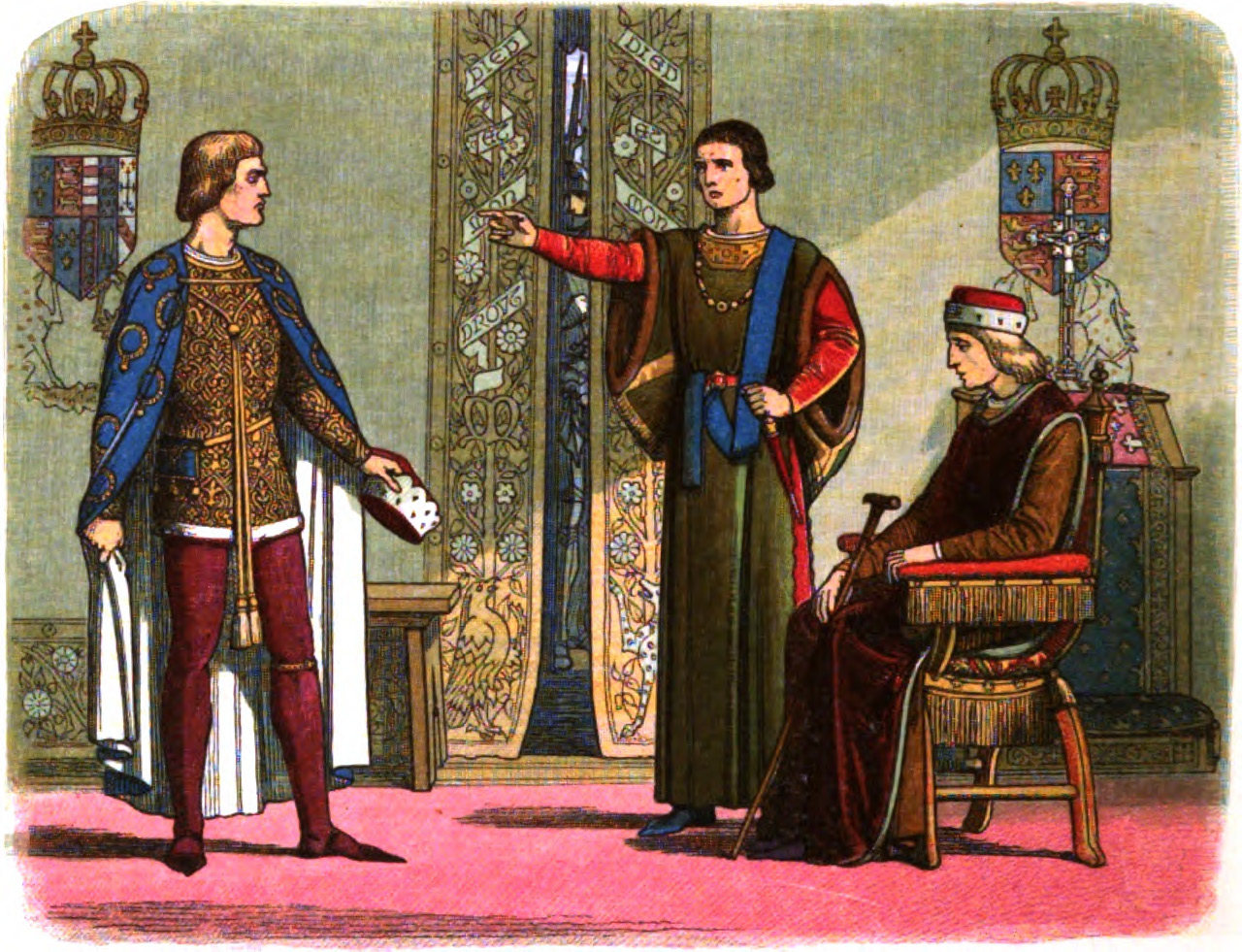
Les ducs d'York (à gauche) et de Somerset (au centre) se querellent devant le roi (assis), impassible.

Somerset est libéré à la Noël 1450 et York doit se retirer à Ludlow en avril 1451. Il ne perd pourtant pas sa popularité car Thomas Yonge propose au Parlement de reconnaître York comme héritier du trône en l'absence d'héritier mâle d'Henri VI. Yonge est emprisonné sur ordre de Somerset mais York est désormais convaincu que Somerset, qui est lui-même un cousin du roi, aspire à la couronne si Henri VI n'a pas de fils. En février 1452, York tente une seconde démonstration de force afin de faire valoir ses revendications. Il demande l'emprisonnement de Somerset et à être reconnu comme héritier présomptif d'Henri, toujours sans enfant malgré ses sept années de mariage avec Marguerite d'Anjou. La reine intervient elle-même pour protéger son favori. En réaction, York mobilise ses partisans à Dartford, le roi fait de même et le pays semble au bord de la guerre civile entre le 1er et le 3 mars 1452, lorsque les armées du duc et du roi se font longuement face. Mais devant le peu de soutien des autres nobles du royaume, York se soumet à Henri. Emprisonné brièvement à Londres, il doit jurer de ne plus reprendre les armes contre la couronne et Somerset. Déjà à l'acmé de son pouvoir, le parti de Somerset et de la cour se trouve renforcé par l'annonce de la grossesse tant attendue de la reine au printemps 1453 ainsi que de la reprise de Bordeaux par John Talbot en octobre 1452.
Le désordre croissant à la cour se reflète dans tout le pays, où les familles nobles se livrent à des querelles privées et respectent de moins en moins l'autorité royale et les tribunaux. Dans bien des cas, il s'agit de luttes entre des familles établies depuis longtemps et la petite noblesse d'autrefois dont Henri IV avait accru le pouvoir et l'influence à la suite des rébellions des grandes familles organisées contre lui. Un des éléments des conflits est lié à la disponibilité d'un grand nombre de soldats démobilisés des armées anglaises présentes en France. Les nobles engagent nombre de ces soldats pour organiser des raids ou prendre d'assaut des tribunaux, intimidant plaignants, témoins et juges. La querelle entre les Percy, pendant longtemps comtes de Northumberland, et les Neville, récemment comtes de Westmorland, qui luttent pour la domination du Nord de l'Angleterre, se fait sur ce modèle ; un autre exemple est la querelle entre les Courtenay et les Bonville en Cornouailles. Dans chaque cas, le conflit s'escalade lorsque les ducs d'York et de Somerset s'allient avec telle famille pour renforcer leur position : York bénéficie du soutien ouvert des Courtenay lors de la confrontation de Dartford en 1452 et en représailles, Somerset rejoint les Bonville. Le 24 août 1453, une escarmouche éclate entre les Neville et les Percy à Heworth, près d'York. Le comte de Salisbury, qui revient du mariage d'un de ses fils avec une riche héritière, est attaqué par 1 000 soldats commandés par les fils du comte de Northumberland. Northumberland est en effet inquiet de cette alliance qui améliore considérablement la position des Neville dans le nord de l'Angleterre. Salisbury et ses alliés parviennent néanmoins à s'en sortir indemnes et font fuir leurs ennemis. Cette attaque des Neville par les Percy est considéré comme le début des conflits armés caractérisant la guerre des Deux-Roses. À cela s'ajoute l'incapacité du roi Henri VI à mettre fin à ces rivalités.

## Début de la guerre civile (1453–1460)

### La folie du roi et la régence du duc d'York
La nouvelle de la défaite de Castillon constitue pour Henri VI un traumatisme psychologique sévère le 10 août 1453 alors qu'il chasse au palais de Clarendon. Pendant plus d'un an, il devient complètement indifférent à tous les événements extérieurs, même ceux le touchant de près. Selon Nigel Bark, Henri aurait peut-être été atteint d'une forme particulière de schizophrénie, car il aurait présenté, outre l'indifférence affective, d'autres symptômes typiques de cette affection, en particulier des hallucinations,. D'autres commentateurs modernes ont suggéré qu'Henri aurait peut-être hérité d'une affection psychiatrique de cause génétique transmise par sa mère. En effet, Charles VI, son grand-père maternel, avait lui-même été sujet à des périodes intermittentes de folie au cours des trente dernières années de sa vie. C'est dans ces conditions difficiles qu'Henri VI ne manifeste aucune réaction émotionnelle à la naissance de son fils et héritier, Édouard de Westminster, le 13 octobre 1453. Le roi ne réagit pas lorsque le prince lui est officiellement présenté par le duc de Buckingham. Le cardinal John Kemp, Lord grand chancelier, meurt le 22 mars 1454, ce qui laisse vacant le poste de chef du conseil royal. La reine doit se résoudre à organiser un conseil de régence car Henri reste muet lorsqu'on lui demande de proposer un successeur à Kemp. Quant au duc de Somerset, il a déjà été neutralisé dès décembre 1453 lorsqu'il a été emprisonné à la tour de Londres sur ordre du conseil.
Pendant ce temps, le duc d'York noue une alliance décisive avec Richard Neville, 16e comte de Warwick, l'un des personnages les plus influents de la cour, peut-être plus riche qu'York lui-même. Avec l'aide de Warwick et de son père, le comte de Salisbury, York parvient à écarter du pouvoir la reine Marguerite en se faisant proclamer régent et lord-protecteur du royaume le 27 mars 1454. La reine est exclue et York fait entrer au conseil du roi ses partisans, qui s'empressent de répandre une rumeur selon laquelle le prince Édouard ne serait pas le fils du roi, mais celui de Somerset. Durant ses quelques mois de régence, York s'attaque au problème des dépenses excessives du gouvernement et force les Percy à accepter de faire la paix avec les Neville. Les Neville et les Percy commencent à rassembler des soutiens à compter du 20 octobre 1453. L'affrontement entre les deux camps semble imminent mais est évité de justesse. Les tensions s'aggravent cependant à la Noël 1453. La maison de Salisbury à York est mise à sac par Northumberland le 6 mai 1454. En représailles, Northumberland est convoqué par le conseil du duc d'York le 12 juin 1454. Salisbury, avec le soutien du duc d'York, réagit et défait le 31 octobre suivant Northumberland à Stamford Bridge. Il capture deux des fils de son adversaire,,. Cet acharnement du duc d'York pour restaurer la paix en faveur des Neville dans le nord a pour conséquence de pousser les Percy dans les bras du parti de la cour, désormais incarné par la reine.
Parallèlement, le retour progressif du roi à ses sens se manifeste dès l'été 1454. Le 30 décembre 1454, la reine Marguerite d'Anjou vient lui présenter leur fils : Henri VI les reconnait immédiatement. Il est visité par William Waynflete le 7 janvier 1455, ce dernier le considérant capable de remplir ses devoirs de piété. Ce recouvrement contrarie les ambitions du duc d'York, qui est remercié par le roi dès le 9 février 1455 à la demande de la reine. Cette dernière noue des alliances contre York et conspire avec d'autres nobles pour réduire son influence. Elle forme ainsi le clan des Lancastriens et persuade le roi de réunir un grand conseil à Leicester en mai. Pour York et Salisbury, ce conseil est un piège : ils sont persuadés que Somerset a convaincu le roi de les éliminer. Pour reprendre le pouvoir, ils doivent contrôler la personne du roi et éliminer Somerset. La solution évidente est un coup de force armé. Étant donné l'incompétence militaire notoire de Somerset, une petite force est jugée suffisante pour tendre une embuscade au convoi royal en route pour Leicester. Ce plan est particulièrement séduisant pour Salisbury, car son ennemi juré, Northumberland, figure dans l'escorte royale. York demande par la suite à Henri VI que lui soit remis Somerset, qu'il compte faire exécuter. Une telle demande relève de la trahison mais York est conscient de sa popularité. Henri refuse catégoriquement et menace de faire pendre quiconque portera la main sur Somerset. York se décide alors à attaquer l'armée royale lors de la bataille de St Albans, le 22 mai 1455. Somerset et son allié Northumberland sont tués, ce qui satisfait en grande partie York et ses alliés. Les troupes yorkistes découvrent le roi Henri abandonné par son escorte, alors qu'il vient de subir une seconde crise de folie.

### Rivalité entre le duc d'York et la reine
York et ses alliés recouvrent leur position influente, et pendant quelque temps les deux côtés paraissent choqués qu'une bataille réelle se soit déroulée, si bien qu'ils font tout leur possible pour apaiser leurs différends. Puisque le roi est malade, York se voit de nouveau nommé Protecteur et la reine Marguerite, chargée de procurer soutien et fidélité au roi, est soigneusement écartée du pouvoir. La famille royale doit quitter Londres, qui est acquise au clan York, pour s'installer à Coventry. York profite de son pouvoir pour nommer notamment Warwick capitaine de Calais, la ville contenant alors le plus fort contingent armé d'Angleterre. Les problèmes à l'origine du conflit resurgissent cependant, surtout quand il s'agit de savoir si c'est le duc d'York ou le jeune fils d'Henri VI, Édouard de Westminster, accusé d'être un enfant illégitime dont le père serait le défunt duc de Somerset, qui doit succéder au roi sur le trône. Marguerite refuse toute solution qui déshériterait son fils et il devient clair qu'elle ne tolérera la situation qu'aussi longtemps que le duc d'York et ses alliés garderont la suprématie militaire. Le protectorat d'York prend fin le 25 février 1456 lorsque Henri, qui a retrouvé ses sens, se présente devant le Parlement et prononce la fin de la régence d'York. Il se déclare prêt à le garder comme conseiller mais Marguerite s'empresse d'annuler toutes les mesures de son rival. À Coventry, le nouveau duc de Somerset, Henri Beaufort, se manifeste comme le favori de la cour, héritant de la faveur dont jouissait son père. Profitant du fait qu'York a dû retourner à son poste de lieutenant en Irlande, Marguerite convainc son époux de révoquer les nominations qu'York avait prononcées en tant que lord-protecteur. Cependant que le désordre ne cesse de croître dans la capitale, ainsi que la piraterie sur la côte sud, le roi et la reine ne se préoccupent plus que de garantir leurs propres positions. Marguerite établit par exemple, et pour la première fois, la conscription en Angleterre.
Le 24 mars 1458, Henri essaie avec l'aide de Thomas Bourchier, archevêque de Cantorbéry, de faire procéder à une réconciliation entre les Lancastriens et les Yorkistes lors d'un « jour d'amour ». York et ses alliés sont priés de payer une forte somme d'argent aux héritiers des nobles lancastriens tués à St Albans trois ans auparavant. En échange, les nouveaux favoris lancastriens du roi promettent de ne pas chercher à se venger. La rencontre échoue cependant car le duc de Somerset a tenté a plusieurs reprises de tendre des embuscades à York et Warwick. De plus, Henri VI est mécontent de l'attitude qu'ont les yorkistes en Galles : envoyé restaurer l'autorité du roi en Galles au début de l'année 1456, Edmond Tudor est capturé par les partisans du duc d'York, qui cherche à y asseoir son influence à la suite de la fin de son second protectorat. Edmond est emprisonné à Carmarthen, où il succombe à la peste le 3 novembre 1456. Sa jeune épouse Marguerite Beaufort, qui est enceinte, est prise en charge par Jasper Tudor : elle accouche de son unique fils Henri Tudor à Pembroke le 28 janvier 1457. La mort mystérieuse d'Edmond a pour conséquence de faire basculer définitivement Jasper dans le camp des lancastriens. Pendant ce temps, le comte de Warwick grandit en popularité à Londres en tant que champion des marchands. La reine Marguerite considère toujours Warwick comme une menace et lui coupe les vivres. Cependant, un raid français sur le port de Sandwich le 28 août 1457 fait naître des craintes d'invasion qui profitent à Warwick : ce dernier retrouve des fonds pour assurer la défense de Calais, mais aussi de la côte anglaise. Au mépris de l'autorité royale, il se livre à de fructueux actes de piraterie à l'encontre de navires castillans en mai 1458, puis d'une flotte hanséatique quelques semaines plus tard. Il profite également de sa présence sur le continent pour entrer en contact avec le roi de France Charles VII et le duc de Bourgogne Philippe le Bon.

### Reprise des hostilités: exil et retour des Yorkistes
À l'été 1459, les deux partis font preuve l'un envers l'autre d'une hostilité croissante et s'adonnent activement au recrutement de partisans armés. La reine Marguerite d'Anjou continue d'enrôler dans la noblesse pour le compte du roi et dote ses partisans d'un emblème au cygne d'argent. Dans le même temps, l'état-major yorkiste, mené par le duc d'York, reçoit de nombreux appuis, malgré les sévères sanctions prévues en cas de rébellion armée contre le roi. L'armée yorkiste basée au château de Middleham et menée par Salisbury doit effectuer la jonction avec l'armée principale de la maison d'York au château de Ludlow. Alors que Salisbury traverse les Midlands en direction du sud-ouest, la reine ordonne à James Tuchet, 5e baron Audley, de lever une armée pour l'intercepter. Salisbury triomphe de cette armée à Blore Heath le 23 septembre. York est rejoint à Ludlow par Salisbury et Warwick, qui a réussi à ramener des troupes depuis Calais et à échapper au duc de Somerset. Après leur victoire, les Yorkistes marchent sur Worcester. York et ses alliés éditent une proclamation dans laquelle ils se déclarent fidèles au roi Henri VI mais décrient ses « mauvais » conseillers. Le roi y répond en promettant le pardon royal à tous ceux qui ne sont pas impliqués dans la mort de James Tuchet, tué à Blore Heath. Le roi écarte ainsi Salisbury de son pardon. Les yorkistes se replient précipitamment vers une position fortifiée au pont de Ludford, y creusant des fossés, après avoir rencontré une force lancastrienne largement supérieure en nombre.
Le 12 octobre, Andrew Trollope, commandant du contingent de Calais, quitte le camp yorkiste pour obtenir le pardon royal, en emmenant avec lui ses hommes ainsi que des informations sur l'armée d'York et ses plans. Au soir, York, confronté à des forces ennemies trois fois supérieures en nombre, fuit en Irlande avec son deuxième fils Edmond, alors que son aîné Édouard, ainsi que Warwick et Salisbury, partent eux pour Calais. Le lendemain, l'armée yorkiste, se retrouvant privée de chefs, se débande, laissant les Lancastriens libres de piller la ville de Ludlow. Le 20 novembre 1459, York et ses alliés sont proclamés comme traîtres par le Parlement réuni à Coventry et sont déchus officiellement de leurs droits, ce qui va les pousser à poursuivre la lutte. Le 11 décembre suivant, les Lancastriens présents jurent de garantir la succession du prince Édouard de Westminster. Pour le moment, le pays semble uni derrière son roi. Cette situation ne va pourtant pas durer longtemps. En effet, les Yorkistes n'ont pas perdu tous leurs appuis. York, très populaire auprès de la noblesse irlandaise, est confirmé comme lieutenant d'Irlande par le Parlement irlandais face à James Butler, le favori de la reine Marguerite d'Anjou et celui qui est aussi considéré par les Yorkistes comme le potentiel géniteur du prince Édouard de Westminster. De leur côté, les comtes de Calais mènent plusieurs raids contre les troupes royales stationnées dans le Kent. Henri Beaufort est nommé capitaine de Calais, mais la garnison de la ville reste fidèle à Warwick et aux Yorkistes et Beaufort doit s'installer à Guînes en attendant qu'une flotte anglaise se rassemble à Sandwich.
En apprenant cela, Warwick s'empare de cette flotte le 15 janvier 1460. Il se rend en Irlande en mars 1460 pour conférer avec le duc d'York, puis rentre à Calais pour préparer ses prochains mouvements. Les Yorkistes débarquent à Sandwich le 26 juin et reçoivent peu après le soutien de l'archevêque Thomas Bourchier. Warwick, qui a rassemblé des soutiens à Sandwich, entre sans grandes difficultés dans Londres le 2 juillet. Le comte de Salisbury reste pour assiéger la Tour de Londres, tandis que Warwick et Édouard d'York continuent leur marche vers le nord, à la poursuite du roi en fuite. Henri VI a eu le temps d'envoyer en sûreté sa reine et son fils au pays de Galles auprès de son demi-frère Jasper Tudor. Alors qu'il s'approche du camp du roi à Northampton le 10 juillet, Warwick envoie un représentant à Henri VI pour parler en son nom. Le chef des troupes lancastriennes, le duc de Buckingham, refuse de négocier et Warwick doit se résoudre à attaquer. Les Yorkistes atteignent le flanc des Lancastriens, commandé par Edmond Grey. Celui-ci dévoile sa trahison et ordonne à ses hommes de baisser leurs armes et permet aux Yorkistes d'accéder facilement au camp royal. Le coup est fatal pour Lancastriens : la bataille de Northampton dure à peine 30 minutes. Le duc de Buckingham et des membres prééminents du parti de la cour meurent en tentant de sauver Henri VI des Yorkistes qui encerclent sa tente. Le roi est capturé : les Yorkistes lui demandent alors pardon, ce qu'il leur accorde. Les Yorkistes l'escortent ensuite jusqu'à Londres, dont la garnison se rend sans combattre le 19 juillet 1460.

### L'Acte d'Accord et la mort du duc d'York
Pendant que Warwick dirige de fait l'Angleterre avec ses partisans, le duc d'York se fait attendre pendant l'été. Bien qu'il ait été au centre du manifeste déposé par Warwick au roi avant la bataille de Northampton, le duc tarde à rentrer d'Irlande. Il ne débarque à Chester que le 8 septembre et met plus d'un mois à rejoindre Londres. York s'assure de recevoir le soutien du peuple et traverse les Midlands avec des honneurs réservés uniquement à un roi. Pendant ce temps, Henri VI, laissé aux mains de Warwick, occupe son temps en se consacrant à la chasse, ne se doutant pas du prochain coup de théâtre. Le Parlement ouvert à Londres le 7 octobre annule les mesures prises à Coventry l'année précédente. Le 10 octobre, le duc d'York se dirige directement vers le trône, s'attendant sans doute à ce que les lords l'encouragent à se l'approprier, comme ils l'avaient fait pour Henri IV en 1399, mais sa demande est accueillie par un silence stupéfait. Thomas Bourchier lui demande s'il souhaite s'entretenir Henri VI et York, en colère, quitte avec fracas le Parlement. Pendant quelque temps, il semblerait que le roi ait craint pour sa propre vie. Les jours suivants, York produit des généalogies détaillées pour soutenir sa revendication en se fondant sur le fait qu'il descend de Lionel d'Anvers, deuxième fils d'Édouard III, alors qu'Henri VI a pour ascendant Jean de Gand, frère cadet de Lionel ; il rencontre un peu plus de compréhension. Le Parlement accepte d'étudier l'affaire et admet que la revendication d'York se montre mieux fondée, mais à quelques voix de majorité, il décide qu'Henri VI restera roi. Un compromis est élaboré le 25 octobre 1460 avec l'Acte d'Accord, qui reconnaît York comme successeur d'Henri, déshéritant Édouard de Westminster. York accepte ce compromis qui lui assure la succession au trône. De plus, il est à nouveau nommé lord-protecteur du royaume et a ainsi le pouvoir de gouverner au nom d'Henri. Henri semble avoir accepté ce compromis sous la contrainte, ne devant son salut qu'avec le soutien des lords.
Pendant ce temps, la reine Marguerite et son fils Édouard ont fui à travers le pays avant de gagner le château de Harlech, au nord du pays de Galles, où ils ont été rejoints par plusieurs nobles leur étant restés fidèles, comme Jasper Tudor ou Henri Holland, et qui ont recruté des troupes. Loin de mettre fin au conflit, l'Acte d'Accord est considéré comme inacceptable par la reine, ainsi que par la majorité des partisans de la maison de Lancastre. Marguerite gagne ensuite l'Écosse où elle obtient l'aide de la reine Marie d'Egmont en échange de la cession de la ville de Berwick-upon-Tweed. Par ailleurs, le comte de Northumberland et le baron de Clifford ont rallié le nord de l'Angleterre. Les forces lancastriennes, au nombre d'environ 15 000 hommes, se rassemblent près de Kingston-upon-Hull et commencent à piller les terres proches appartenant au duc d'York et au comte de Salisbury. De son côté, Henri Beaufort part du château de Corfe avec un petit contingent composé essentiellement de cavaliers pour rejoindre le reste de l'armée lancastrienne. Confronté à ce défi à son autorité, York envoie son fils aîné Édouard au pays de Galles pour contenir Jasper Tudor et, laissant Warwick responsable de Londres et de la personne du roi Henri, se met en marche en personne vers le nord le 9 décembre, accompagné d'Edmond, son fils cadet, et du comte de Salisbury. Mais ses forces comptent moins de 9 000 hommes et il a certainement sous-estimé le nombre de l'armée des Lancastre. Le 21 décembre, York atteint sa forteresse du château de Sandal, près de Wakefield. Il demande alors l'aide de son fils Édouard mais, avant que le moindre renfort ne soit encore arrivé, il se décide à faire une sortie le 30 décembre. La bataille qui s'ensuit est un désastre : York et son fils Edmond sont tués tandis que Salisbury est capturé et exécuté le lendemain de la bataille.

## Première déposition (1461–1470)

### Contre-attaque des Lancastriens
La bataille de Wakefield ne met pas fin aux prétentions de la maison d'York sur le trône. Le comte de Warwick, qui a passé les fêtes de Noël avec Henri VI à la cathédrale Saint-Paul, presse Édouard, fils aîné et héritier du duc d'York, de revenir en hâte à Londres afin de confronter les troupes de la reine Marguerite d'Anjou, auréolées de leur succès à Wakefield. Édouard d'York apprend la nouvelle de la mort de son père au cours du mois de janvier 1461 et s'apprête à quitter Gloucester pour Londres lorsqu'il est informé que Jasper Tudor et James Butler, solides alliés lancastriens de la reine, ont débarqué avec des mercenaires français et bretons pour effectuer leur jonction avec l'armée triomphante de la reine et du duc de Somerset. Édouard interrompt son avancée vers la capitale, fait demi-tour et intercepte cette armée à la bataille de Mortimer's Cross le 2 février : à l'issue de cet engagement, Owen Tudor, le beau-père d'Henri VI, est capturé et exécuté sur ordre d'Édouard en représailles de la mort de son frère Edmond à Wakefield. Le nouveau duc d'York galvanise ses partisans au cours de cet engagement par sa détermination et son charisme et revigore ainsi le moral yorkiste, alors au plus bas depuis la défaite retentissante de Wakefield. Il marque ensuite une pause à la frontière galloise, afin de laisser ses soutiens se reposer quelque temps et d'être plus amplement informé des mouvements de troupes de Marguerite d'Anjou.
Pendant ce temps, la reine Marguerite a rejoint son armée à la suite du succès de ses partisans à Wakefield. Celle-ci est composée en grande partie d'Anglais du nord et d'Écossais. Les soldats lancastriens accompagnent leur marche vers le sud de nombreux pillages, puisque la reine est incapable de les payer. À Londres, Warwick se sert de ces pillages pour appuyer sa propagande et renforcer l'adhésion au parti yorkiste dans tout le sud. Le 12 février, il emmène Henri VI avec lui à St Albans afin de stopper l'avancée des troupes lancastriennes mais, privé du soutien crucial d'Édouard d'York, Warwick se trouve en infériorité numérique, d'autant que la reine apprend l'emplacement des troupes yorkistes. Marguerite et le duc de Somerset les surprennent le matin du 17 février et les Yorkistes sont repoussés. Le roi Henri, qui aurait chanté et ri alors que la bataille faisait rage, est repris indemne par les Lancastriens. Il est réuni avec son épouse et adoube immédiatement son jeune fils Édouard de Westminster. Ce dernier adoube en retour une trentaine de chevaliers lancastriens et fait condamner à mort William Bonville et Thomas Kyriell, les chevaliers yorkistes qui avaient gardé le roi pendant la bataille. Cet acte est vivement critiqué par les Yorkistes, qui proclament qu'Henri s'est parjuré car il avait promis à Bonville et Kyriell d'intercéder en leur faveur auprès de Marguerite. La victoire imminente de Marguerite d'Anjou, qui s'apprête à entrer dans Londres, provoque dans la capitale, acquise aux Yorkistes, une vague de terreur.

### Avènement d'ÉdouardIV
Bien que l'armée des Lancastre puisse désormais marcher librement sur Londres, la réputation de pillage qu'elle a acquise pousse les Londoniens à fermer les portes de la ville. Cette nouvelle, ainsi que celle de la victoire d'Édouard d'York à Mortimer's Cross, fait hésiter Marguerite d'Anjou ; l'armée de Lancastre, dont beaucoup d'hommes du nord et d'Écossais ont déserté et sont rentrés chez eux avec le fruit de leurs pillages, se replie sur Dunstable le 23 février. Privée de ravitaillement, l'armée de la reine met à sac les comtés environnants de Hertfordshire et de Middlesex. Le nouveau duc d'York, qui a finalement rejoint Warwick, fait son entrée à Londres le 26. Ils sont accueillis avec enthousiasme par la ville qui leur est largement acquise et leur fournit argent et ravitaillement. Il n'est plus possible à Édouard de prétendre seulement essayer d'arracher le roi à de mauvais conseillers, il s'agit maintenant d'une bataille pour la couronne elle-même puisque Henri VI s'est échappé. Édouard a désormais besoin de l'autorité royale et l'évêque George Neville, frère de Warwick, lui demande le 1er mars de prendre le trône. Le 2, Édouard est proclamé roi à Londres et le lendemain, un conseil composé de partisans des Neville accepte son avènement en annonçant qu'Henri a perdu ses droits à la couronne en permettant à la reine de prendre les armes contre ceux que l'Acte d'Accord avait faits ses héritiers légitimes. Le 4 mars, Édouard IV est couronné en hâte et part quelques jours plus tard affronter l'armée des Lancastre.

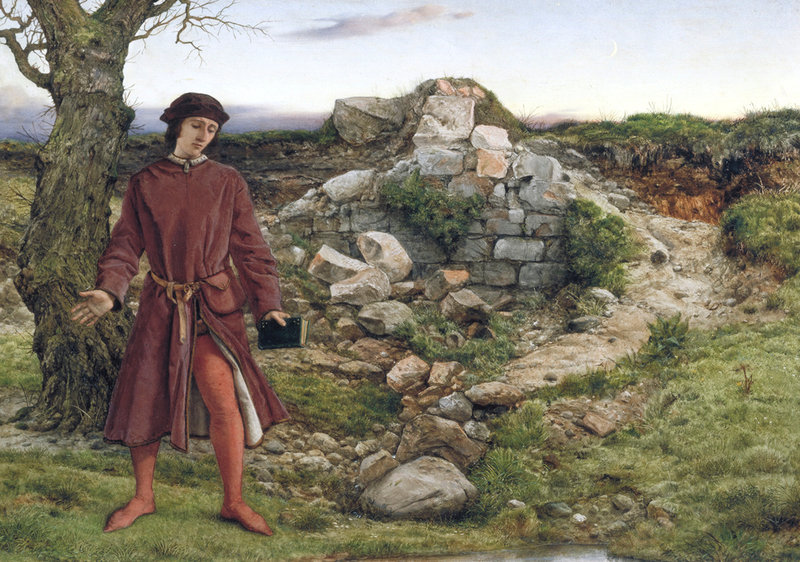
Le roi Henri VI d'Angleterre à Towton, huile sur panneau de William Dyce, 1860.

Rejoint par d'autres puissants seigneurs comme le baron Fauconberg ou le duc de Norfolk, Édouard IV poursuit l'armée de la reine, qui est retournée dans le Yorkshire, où avait eu lieu la bataille de Wakefield quelques mois auparavant. Le 29 mars, les deux armées se font face à Towton : les Lancastriens sont supérieurs en nombre mais la famille royale des Lancastre préfère ne pas assister au combat et se réfugie dans la ville d'York, laissant le commandement de leur armée au duc de Somerset. Par contraste, Édouard IV combat au milieu de ses hommes. La bataille tourne à l'avantage des Yorkistes lorsque Fauconberg ordonne à ses archers de profiter des vents favorables pour écraser les Lancastriens sous une volée de flèches. Le combat au corps à corps qui s'ensuit dure plusieurs heures, épuisant les combattants. Finalement, les Yorkistes, renforcés sur leur flanc gauche par l'arrivée de Norfolk, submergent leurs adversaires qui sont massacrés lors de leur retraite. On estime à plus de 20 000 morts les pertes occasionnées au cours de la bataille de Towton, qui demeure la plus sanglante de la guerre des Deux-Roses. La victoire de la maison d'York s'accompagne lors des semaines suivantes de nombreuses exécutions de Lancastriens. En apprenant ce désastre, Henri VI, sa famille et quelques partisans s'enfuient le lendemain de la bataille en Écosse. Édouard IV triomphant est solennellement couronné à Londres le 28 juin 1461. Le 4 novembre suivant, Henri VI et ses partisans sont officiellement déchus de leurs droits et proclamés traîtres par un Parlement convoqué sur ordre d'Édouard.

### Poursuite de la lutte contreÉdouardIV
Henri VI s'exile après sa déposition en Écosse auprès du roi Jacques III. La rumeur flamande selon laquelle il aurait trouvé refuge au pays de Galles semble dénuée de fondement. Il est probable qu'il séjourne à compter d'avril 1461 à Kirkcudbright, tandis que la reine et le prince Édouard demeurent à la cour de Jacques III à Édimbourg : c'est là qu'ils sont rejoints par quelques partisans dont le duc de Somerset. Henri reste néanmoins un invité de marque car il est hébergé à Linlithgow en février 1462. Il passe par la suite quelques mois à Lanark. Marguerite d'Anjou tient quant à elle sa promesse faite à la régente Marie d'Egmont et Berwick est cédée à l'Écosse le 28 avril 1461. Le pays de Galles continue quelque temps à résister aux troupes du roi yorkiste, mais à l'automne 1461, Jasper Tudor est chassé de Galles à la suite de sa défaite à la bataille de Tuthill. Seul le château de Harlech tient tête en Galles à l'autorité d'Édouard IV : il devient un lieu de refuge pour les Lancastriens jusqu'à sa capitulation en 1468. Après la bataille de Towton, les Lancastre tiennent également les châteaux d'Alnwick, de Bamburgh et de Dunstanburgh pour le compte d'Henri VI. Pendant les trois ans qui suivent, ces trois châteaux du Northumberland changent régulièrement de mains. Édouard IV ne participe cependant pas aux combats et laisse agir son puissant allié Warwick. Un raid lancastrien sur Carlisle est facilement repoussé en juin 1461 par John Neville, le frère de Warwick. Le Northumberland accepte de mauvaise grâce la victoire yorkiste à l'hiver 1461.
À l'été 1462, la reine Marguerite s'embarque pour la France où elle reçoit le soutien de son cousin Louis XI, qui a succédé à Charles VII en juillet 1461. En octobre 1462, Marguerite reprend les châteaux du Northumberland mais Warwick et son frère John Neville parviennent à négocier leur reddition en décembre. Leur diplomatie est couronnée de succès lorsque le duc de Somerset accepte l'offre de pardon offerte par Édouard IV. En mars 1463, le Northumberland rallie une nouvelle fois Henri VI. En juin de la même année, Henri VI, Marguerite, leur fils Édouard et Jacques III viennent assister au siège de Norham : l'assaut échoue grâce à l'intervention de Warwick. La reine Marguerite et son fils embarquent finalement pour la France à la suite de cet échec et se réfugient auprès de René d'Anjou, le père de Marguerite. Ils ne reverront jamais Henri VI, qui quitte vraisemblablement l'Écosse au milieu de l'année 1463. Henri s'établit par conséquent avec une poignée de partisans à la forteresse de Bamburgh, commandée par son fidèle partisan, Ralph Percy, frère du défunt comte de Northumberland. Entretemps, le duc de Somerset renonce à son serment de fidélité envers Édouard IV et rejoint Henri VI en novembre 1463. Somerset, suivi par le monarque déchu, mène une campagne-éclair dans le Northumberland afin d'écraser les Yorkistes car Jacques III, lassé du conflit, est prêt à faire la paix avec Édouard IV. Somerset est défait par John Neville à Hedgeley Moor et Hexham au printemps 1464. Les châteaux du Northumberland capitulent définitivement à l'été 1464 devant l'arrivée de Warwick.

### Fuite, capture et emprisonnement
Avant d'être pris et exécuté par Neville après la déroute d'Hexham, Somerset s'est cependant arrangé pour qu'Henri échappe à son funeste destin et l'envoie en sécurité dans la vallée de la Tyne sous haute escorte. Après l'extinction de la résistance de ses partisans lancastriens à Hexham, Henri vit incognito pendant près d'un an dans le Lancashire auprès de nobles qui sont des sympathisants lancastriens. Il est possible qu'il se soit réfugié d'abord dans un monastère. Il est ensuite accueilli par John Pennington au château de Muncaster. En quittant son hôte, il lui aurait donné un bol en verre, lui certifiant que s'il ne le brisait pas, les Pennington ne manqueraient jamais d'héritier mâle, ce qui est à ce jour encore vrai. Après un bref séjour à Bolton, Henri est caché pendant plusieurs mois par un certain Richard Tempest à Waddington. John Tempest, frère de l'hôte d'Henri, reconnaît un jour l'invité de son frère. En fervent yorkiste, il prévient le chevalier James Harrington de la présence du roi fugitif. Accompagné des membres de la famille Talbot, Harrington surprend le roi le soir du 13 juillet 1465 alors qu'il s'apprête à dîner. Après une brève course-poursuite, Henri est rattrapé à Clitheroe. Conduit à Londres où il est reçu le 24 juillet par Warwick, il semblerait que le roi ait souffert lors de son transfert. Les Lancastriens affirment qu'il a été amené avec ses jambes liées sous le cheval qui le portait et que les habitants qui le croisèrent lors de son transfert l'auraient hué. En récompense, Harrington, Tempest et les frères Talbot reçoivent une pension de la part d'Édouard IV « pour leurs nobles services rendus à la couronne ».
Emprisonné dès son arrivée à la tour de Londres, l'ancien roi y végète pendant cinq ans. Les sources varient quant au traitement qui lui est réservé : les chroniqueurs yorkistes certifient qu'Henri a été traité avec tout le respect dû à un ancien roi, tandis que les Lancastriens pensent qu'il a souffert de nombreux tourments mais rien ne permet de corroborer ces affirmations. Henri VI écrit plusieurs poèmes lors de son incarcération, qui décrivent les malheurs de la royauté. Il lui est en outre permis d'avoir des visites et c'est ainsi qu'il justifie son règne à un yorkiste qui lui reproche son usurpation : « Mon père était roi d'Angleterre et a possédé en paix la couronne jusqu'à la fin de sa vie. Son père, mon grand-père, était roi avant lui. Et moi, encore un nourrisson, couronné presque dans mon berceau, fus accepté comme souverain de ce royaume et portai la couronne pendant presque quarante ans, chaque seigneur me prêtant hommage, comme ils l'avaient fait envers mes prédécesseurs. » Édouard IV fait preuve de bienveillance envers son rival, dépensant beaucoup pour assurer son maintien. Il agit ainsi car le prince Édouard de Westminster est toujours en vie, hors de sa portée en France. Si Édouard IV fait tuer Henri VI, le prince obtiendrait alors le soutien immédiat du roi Louis XI pour être restauré sur le trône et venger son père martyr.

## Retour sur le trône, seconde déchéance et mort (1470–1471)

### Le revirement du comte de Warwick

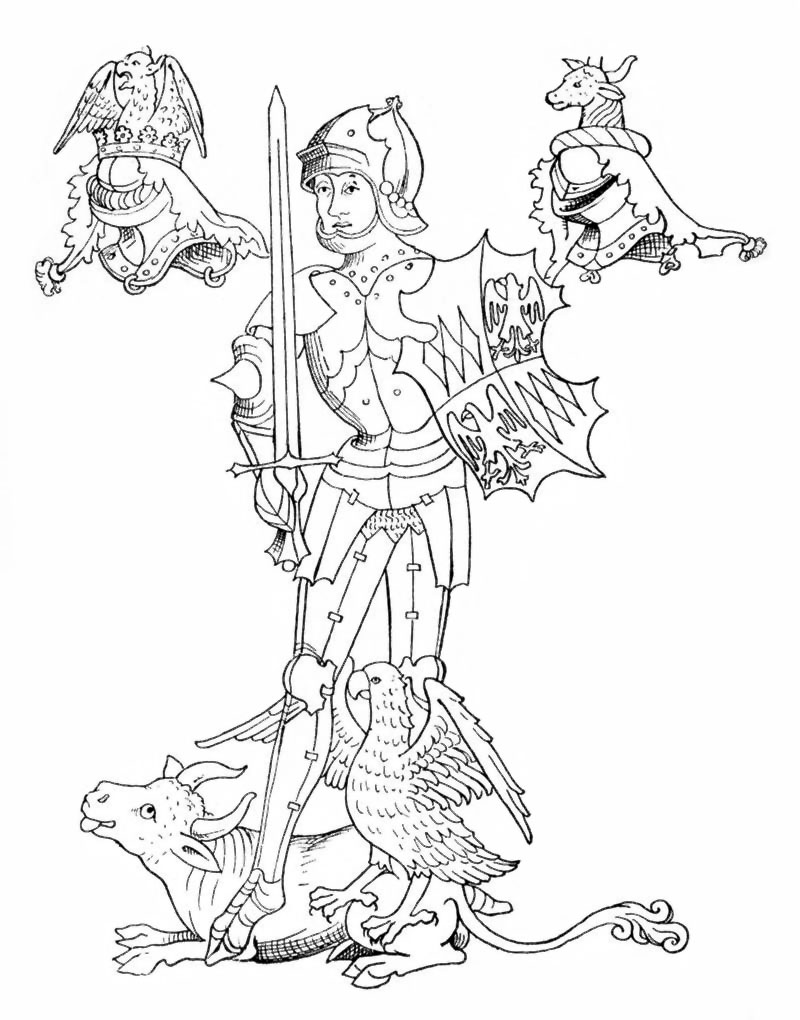
Représentation de Richard Neville, comte de Warwick, dans le Rous Roll.

Marguerite d'Anjou, exilée en France, n'a pourtant pas perdu toutes ses ressources. Bien que le roi Louis XI ait initialement refusé de l'aider ouvertement, il change d'avis lorsqu'il apprend qu'Édouard IV favorise une alliance avec son rival le duc de Bourgogne Charles le Téméraire et projette une invasion de la France en mai 1468. Cette invasion se termine en fiasco car la Bourgogne et la Bretagne renoncent à envahir la France mais elle permet de faire comprendre à Louis XI qu'Édouard n'est pas disposé à suivre la politique de paix entre la France et l'Angleterre qu'il propose. Louis XI soutient secrètement un débarquement de Jasper Tudor en Galles en juin 1468. Jasper établit brièvement une cour au nom d'Henri VI à Harlech, d'où sont concoctés depuis la déchéance d'Henri les complots lancastriens contre Édouard IV. Harlech est toutefois rapidement assiégée par les Yorkistes et prise dès le 14 août, mais le désordre persiste. Une conspiration lancastrienne est ainsi éventée en novembre 1468, qui implique le jeune comte d'Oxford. Le rejet de l'alliance française par Édouard IV lui aliène par ailleurs le soutien de son plus habile conseiller, le comte de Warwick, qui l'avait aidé lors de son avènement en 1461. Mécontent du roi qui a épousé secrètement sa maîtresse Élisabeth Woodville en 1464 et a ainsi ruiné le projet de mariage avec Bonne de Savoie, belle-sœur de Louis XI, Warwick se détourne peu à peu de son souverain et commence à comploter avec son frère Georges Plantagenêt, alors héritier du roi qui est pour l'heure sans fils.
Alarmé par le projet de guerre contre la France et confiant de son succès en observant l'impopularité grandissante d'Édouard IV, Warwick décide de prendre les devants et organise une rébellion contre le roi en juillet 1469. Édouard IV est capturé peu après sa défaite à la bataille d'Edgecote Moor. Warwick a désormais le contrôle de deux rois, Henri VI et Édouard IV. Warwick souhaite cependant placer sur le trône Georges, qu'il a marié avec sa fille aînée Isabelle Neville. Un Parlement doit être convoqué en septembre 1469 pour entériner le succès de Warwick : Édouard IV doit y être déclaré illégitime et déposé, ce qui ferait passer la couronne à Georges. Mais le désordre général qui suit la capture d'Édouard IV conduit à des soulèvements lancastriens que Warwick ne peut réprimer sans le soutien du roi. Édouard IV est libéré début septembre et écrase les rébellions. Bénéficiant du soutien militaire de son autre frère, Richard de Gloucester, Édouard IV retourne à Londres au mois d'octobre 1469. À la surprise générale, il pardonne à Warwick et à Georges. Ces deux derniers ne tardent pas à comploter à nouveau contre le roi en février 1470. Ils approuvent un soulèvement d'anciens lancastriens dans le Lincolnshire mais leurs alliés sont écrasés par Édouard IV le 12 mars 1470 à la bataille de Losecoat Field. Des preuves de leur implication dans la rébellion ayant été trouvées sur le champ de bataille, Warwick et Georges sont proclamés traîtres par Édouard. Après s'être vus refusés l'accès à Calais, les deux rebelles doivent s'enfuir avec une poignée de partisans en France, où ils sont accueillis par Louis XI le 1er mai 1470.

### La restauration lancastrienne
Louis XI, déçu par l'hostilité d'Édouard IV, va développer tous ses talents diplomatiques pour négocier une réconciliation entre Warwick et Marguerite d'Anjou. Il soutient en effet le premier car il souhaite une alliance franco-anglaise contre la Bourgogne et la seconde car celle-ci est sa cousine. C'est dans ses conditions qu'il décide de visiter son oncle René d'Anjou dans ses terres d'Anjou du 15 juillet au 4 août 1470, où demeurent  la reine Marguerite et son fils Édouard de Westminster. Le 22 juillet 1470, Warwick et Marguerite se rencontrent en la cathédrale d'Angers : après que Warwick eut imploré son pardon, la reine accepte que Warwick envahisse l'Angleterre pour y restaurer Henri VI, toujours emprisonné à Londres. En contrepartie, Warwick demande une aide militaire et financière à Louis XI, qui lui accorde sans hésiter. Trois jours plus tard, le prince Édouard est fiancé à Anne Neville, fille cadette de Warwick, pour sceller la nouvelle alliance. Marguerite refuse cependant de partir en Angleterre ou de laisser y aller son fils tant que la restauration lancastrienne n'y aura pas été accomplie. Jasper Tudor et le comte d'Oxford la représentent donc pendant l'invasion auprès de Warwick et de Georges. Warwick, retenu par des vents contraires et une flotte bourguignonne qui entame dès le mois d'août un blocus des côtes françaises, débarque enfin à Dartmouth le 13 septembre 1470, tandis que Tudor rallie ses partisans lancastriens en Galles. Le sud de l'Angleterre est dépourvu de toute défense, Édouard IV étant parti dans le nord écraser une révolte lancastrienne. Les rebelles avancent dangereusement vers Londres mais Édouard retourne alors à Doncaster et rassemble une armée pour les rejeter à la mer.

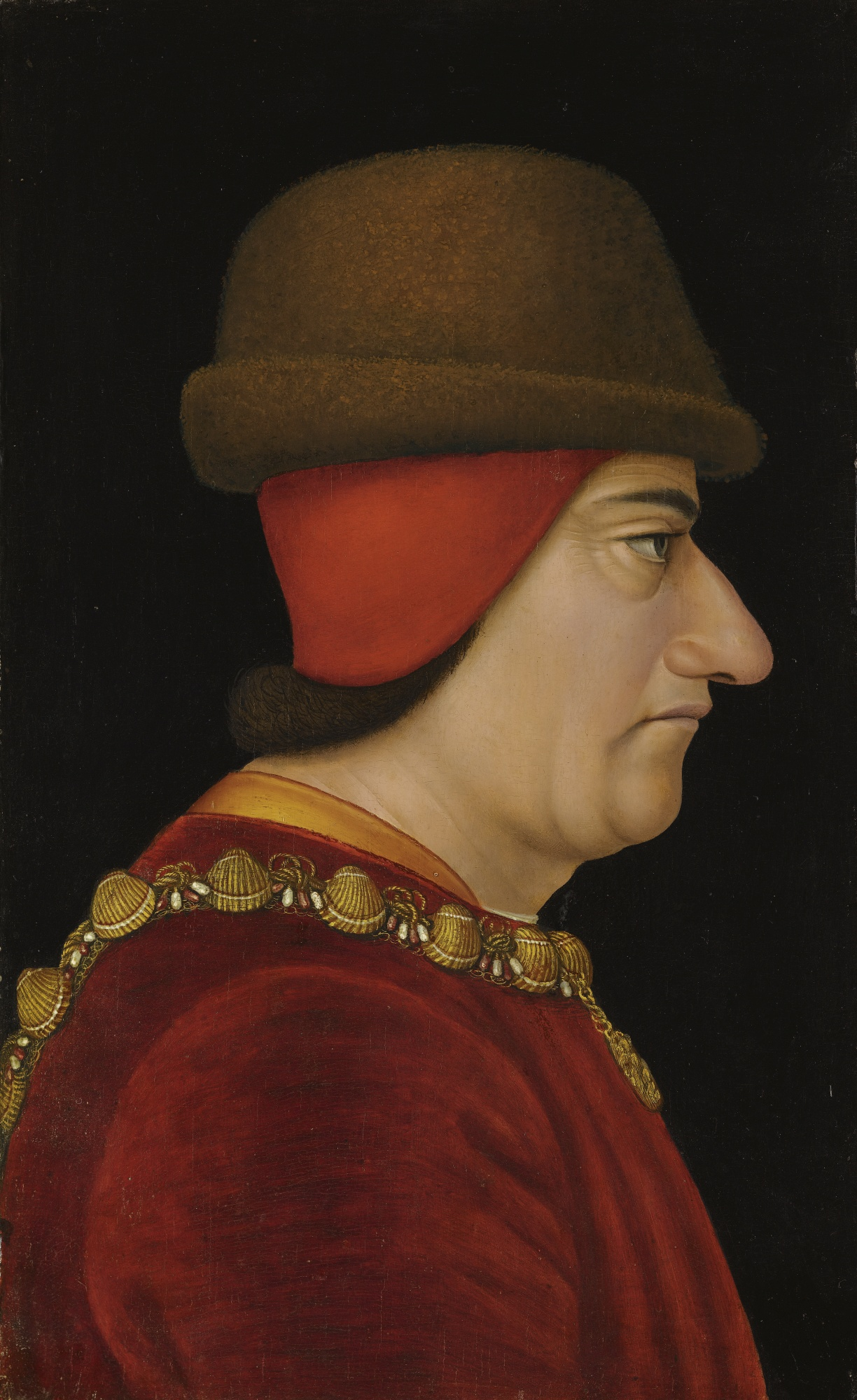
Portrait du roi Louis XI, collection particulière, XVe siècle.

Le 2 octobre, Édouard apprend que John Neville, outré d'avoir été privé de son titre de comte de Northumberland (qu'il avait acquis à la suite de la victoire d'Hexham en 1464) à la suite de la rébellion du Lincolnshire alors qu'il n'avait pas soutenu son frère, a rallié les Lancastre. Encerclé entre les 6 000 hommes que dirige au nord John Neville et les insurgés du sud, Édouard IV n'a qu'une chance de survie dans la fuite. Il embarque immédiatement à King's Lynn pour la Flandre, où il est hébergé par Louis de Gruuthuse, vassal de son beau-frère Charles le Téméraire. Au même moment, le 5 octobre 1470, les évêques William Waynflete et George Neville rendent visite à Henri VI à la tour de Londres et lui annoncent sa restauration sur le trône : le terme readeption est alors inventé par les chroniqueurs pour décrire cette période de retour des Lancastriens en 1470. Le lendemain, l'armée triomphante de Warwick fait son entrée à Londres. Warwick se soumet à Henri VI, l'extrait de la tour et le loge à Fulham Palace auprès de son frère George Neville. Le nouveau roi est alors revêtu de bleu pour célébrer son retour sur le trône. En apprenant sa libération, Henri s'empresse immédiatement d'envoyer un message de salutation aux élèves d'Eton, qui vivent alors en grande pauvreté et n'ont échappé à la suppression qu'avec l'intervention personnelle de Waynflete. Les années d'emprisonnement ont pourtant affaibli l'état d'Henri VI, qui a besoin d'être tenu par la main par Warwick lorsqu'il porte à nouveau sa couronne en public à Westminster le 13 octobre 1470. De fait, Warwick dirige le pays en attendant le retour du prince Édouard, qui doit devenir régent pour le compte de son père.

### Les difficultés de la restauration et le retour d'ÉdouardIV

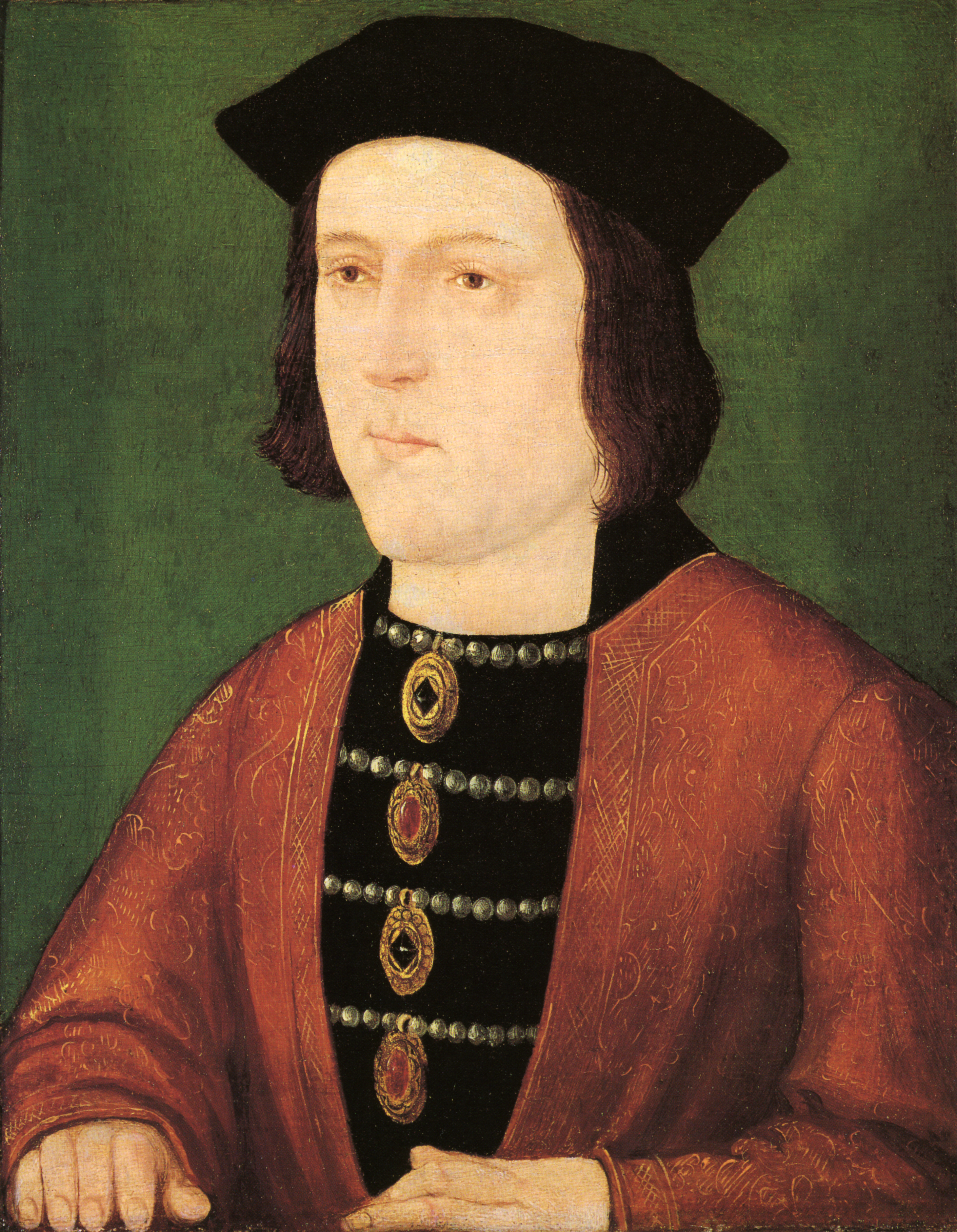
Vue d'artiste du roi Édouard IV, National Portrait Gallery, XVIe siècle.

Le gouvernement de la readeption conduit par Warwick doit affronter plusieurs difficultés. Tout d'abord, Warwick, bien que populaire auprès des habitants de Londres et du sud, doit affronter l'hostilité des nobles lancastriens, qui ne font pas confiance à leur ancien ennemi. La reconquête de l'Angleterre pour Henri VI s'est déroulée si rapidement qu'aucune bataille n'a eu lieu : Warwick doit ménager les Lancastriens qui veulent le retour de leurs terres confisquées en 1461 alors que les Yorkistes demandent des terres en récompense de leur fidélité envers Warwick. Seuls quelques fidèles d'Édouard IV qui se sont enfuis en Flandre avec lui sont dépossédés de leurs terres. La reine Marguerite, qui aurait pu unir les différentes factions, reste en France où elle fait procéder le 13 décembre au mariage de son fils avec Anne Neville. De plus, Georges Plantagenêt est mécontent de sa situation : bien qu'Henri VI ait fait voter au Parlement en novembre 1470 une loi lui attribuant le duché d'York et la succession au trône si le prince Édouard de Westminster vient à mourir sans héritier, il se trouve dans une situation encore plus difficile que Warwick car les lancastriens se méfient particulièrement du frère de leur ennemi. Edmond Beaufort, 3e duc de Somerset, et Henri Holland, 3e duc d'Exeter, se considèrent comme des successeurs potentiels à Henri VI si le prince Édouard meurt subitement et se montrent hostiles à ce dernier représentant du régime yorkiste. Enfin, Warwick est pressé d'imiter les actions de son allié Louis XI. Ce dernier entre en guerre contre Charles le Téméraire le 6 décembre et promet à Warwick des territoires en Flandre. Inquiet, Charles demande à Somerset, qu'il a accueilli entre 1464 et 1470, de convaincre Warwick de renoncer à son projet de guerre. Warwick refuse et Somerset échoue de même à persuader Henri VI. La guerre à la Bourgogne est déclarée le 15 février 1471. Entretemps, Charles a compris que négocier avec Warwick ne mènerait à rien et a commencé le 31 décembre 1470 à financer secrètement le retour d'Édouard IV en Angleterre. Charles rencontre son beau-frère le 2 janvier et lui fournit 36 navires pour reconquérir son royaume. Édouard fait voile vers l'Angleterre le 11 mars 1471.
Le 14 mars 1471, Édouard IV débarque à Ravenspurn avec son frère Richard de Gloucester et son armée. Rassemblant des troupes au cours de sa marche, il se dirige vers York. La progression de l'armée yorkiste n'est pas entravée car Édouard IV annonce qu'il revient seulement pour réclamer le titre de duc d'York et non pour contester le trône à Henri VI. Il fait même proclamer à son armée le lendemain de son arrivée en Angleterre : « King Henry! Prince Edward! ». Cette ruse réussit et John Neville hésite à lui résister car il n'a pas le soutien d'Henry Percy et ne met pas en doute la sincérité des propos d'Édouard. Repoussant les attaques lancées par le comte d'Oxford et le duc d'Exeter, Édouard s'autoproclame à nouveau roi d'Angleterre le 1er avril et met le siège devant Coventry, où se trouve Warwick, dans l'espoir de le pousser à combattre. Bien qu'il dispose d'un avantage numérique, Warwick refuse de relever le défi. Il préfère attendre l'arrivée de Georges Plantagenêt, afin de submerger les Yorkistes sous le nombre. Quand il apprend cela, Édouard IV propose le 3 avril à son frère de passer de son côté, une offre que Georges accepte sans hésiter, l'alliance avec les Lancastre ne lui apportant aucune satisfaction concernant ses ambitions personnelles. Désormais réconciliés, les frères d'York marchent sur Coventry et Georges conseille à Warwick de se rendre. Furieux de la traîtrise de son allié, Warwick refuse de lui parler. Warwick décide alors d'attendre son frère John ainsi qu'Oxford et Exeter. Dans le même temps, il envoie des messages à la reine Marguerite d'Anjou, la pressant de revenir en Angleterre. Étant dans l'incapacité d'assiéger Coventry, Édouard IV se dirige alors sur Londres le 5 avril.

### Défaite finale des Lancastre

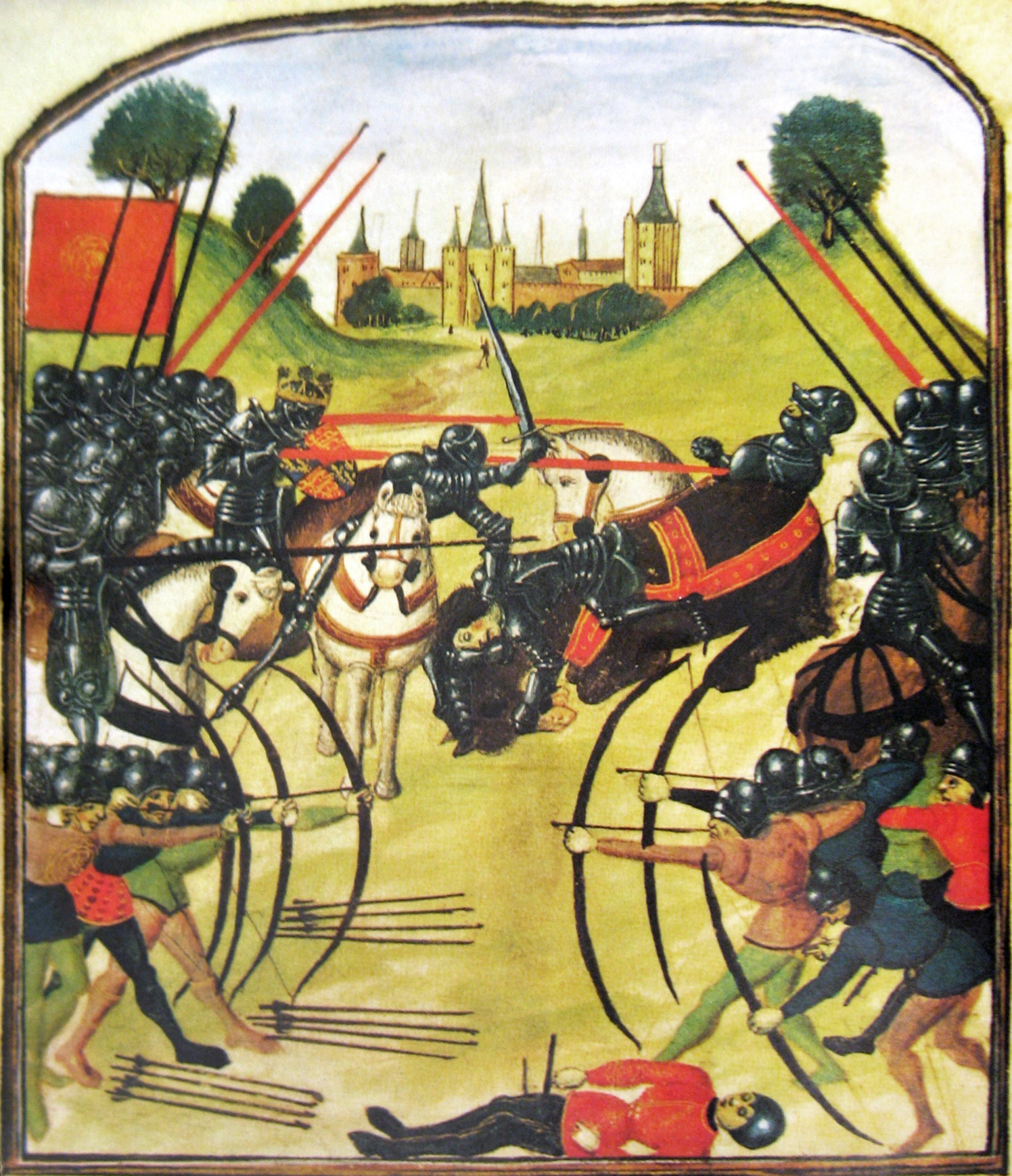
La bataille de Tewkesbury, lors de laquelle Marguerite d'Anjou est capturée et Édouard de Westminster tué.

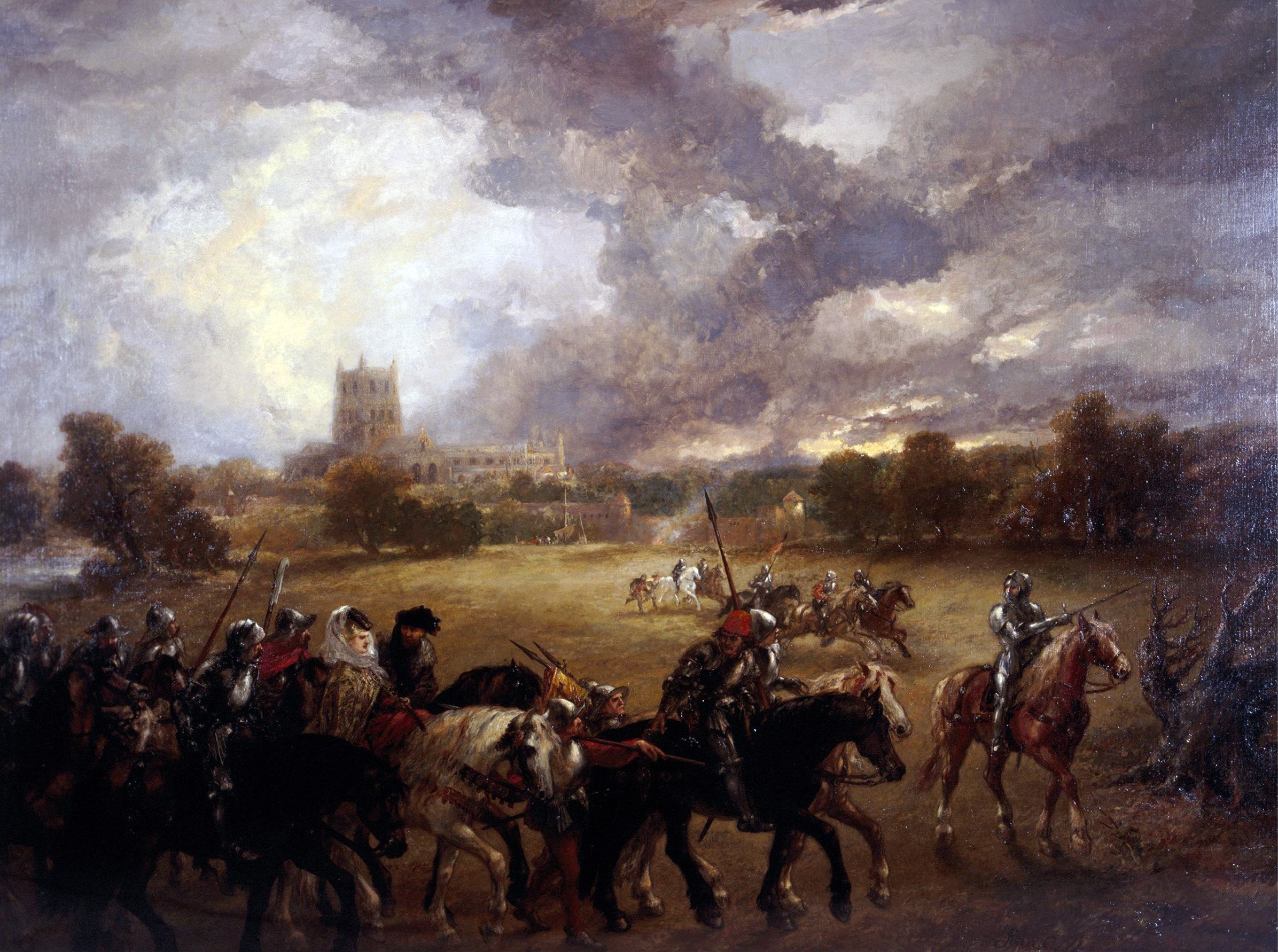
Marguerite d'Anjou faite prisonnière à l'issue de la bataille de Tewkesbury.
Vue d'artiste de John Gilbert, Guildhall Art Gallery, 1875.

Ayant reçu les renforts de ses alliés lancastriens, Warwick se lance à la poursuite d'Édouard. Il espère que Londres fermera ses portes à l'armée d'Édouard IV, lui permettant ainsi de rattraper son adversaire dans un endroit dégagé. Londres est censée être défendue par Somerset mais lorsque celui-ci apprend l'arrivée imminente de Marguerite, il emmène ses troupes le 8 avril pour aller l'accueillir. Il laisse alors la capitale sous la garde de George Neville, qui reste avec Henri VI. Édouard IV atteint les portes de Londres le 9 avril et négocie une entrée pacifique. Neville essaie tout d'abord de provoquer un sursaut de sympathie envers les Lancastre en faisant prendre part au roi Henri à une procession. Les Londoniens n'éprouvent aucun réconfort en voyant que la main du roi est maintenue par George Neville pendant toute la parade. Neville en a lui-même conscience et entame des négociations avec Édouard IV au soir du 10 avril. Celui-ci entre le 11 à Londres,. L'un de ses premiers objectifs est de reprendre possession d'Henri VI. Ce dernier reçoit son rival et se place de lui-même sous sa garde, affirmant que « [sa] vie n'est pas en danger entre ses mains ». Il est alors enfermé à la tour. Le 13 avril, Édouard IV part affronter l'armée de Warwick. Il emmène avec lui Henri VI pour éviter que les lancastriens ne le lui reprennent.
Les deux armées s'affrontent à Barnet le lendemain matin. La bataille se déroule au milieu d'un épais brouillard et les troupes lancastriennes d'Oxford sont attaquées par erreur par celles, alliées, de John Neville. La rumeur d'une trahison parcourt alors les lignes des Lancastre, brisant leur moral et provoquant leur déroute. Au cours de celle-ci, John Neville et Warwick sont tués tandis qu'Exeter est grièvement blessé et qu'Oxford s'enfuit en Écosse. Revenu le même jour à Londres en triomphe, Édouard IV remet Henri VI à la tour. Le même jour que la bataille de Barnet est livrée, Marguerite d'Anjou et Édouard de Westminster débarquent à Weymouth. Ils sont rejoints quelques jours plus tard par Somerset, qui leur annoncent la défaite lancastrienne et la mort de Warwick. Souhaitant brièvement rentrer en France, Marguerite est persuadée par son fils d'engager le combat avec Édouard IV. L'armée lancastrienne réalise quelques feintes, destinées à faire croire à Édouard IV qu'elle va marcher sur Londres. Marguerite veut en réalité rejoindre Jasper Tudor en Galles. Édouard rattrape l'armée lancastrienne, qui se voit refuser l'entrée de la ville de Gloucester le 3 mai. Édouard IV intercepte l'armée des Lancastre le lendemain et en triomphe à Tewkesbury. Dans la retraite, le prince Édouard est tué, même si certains chroniqueurs affirment cependant qu'il a été exécuté après avoir été capturé. Somerset est exécuté deux jours après la bataille sur ordre d'Édouard IV, ainsi qu'une dizaine de chefs lancastriens. Marguerite, anéantie par la nouvelle de la mort de son fils, se rend à Édouard IV le 7 mai.

### La mort d'HenriVI

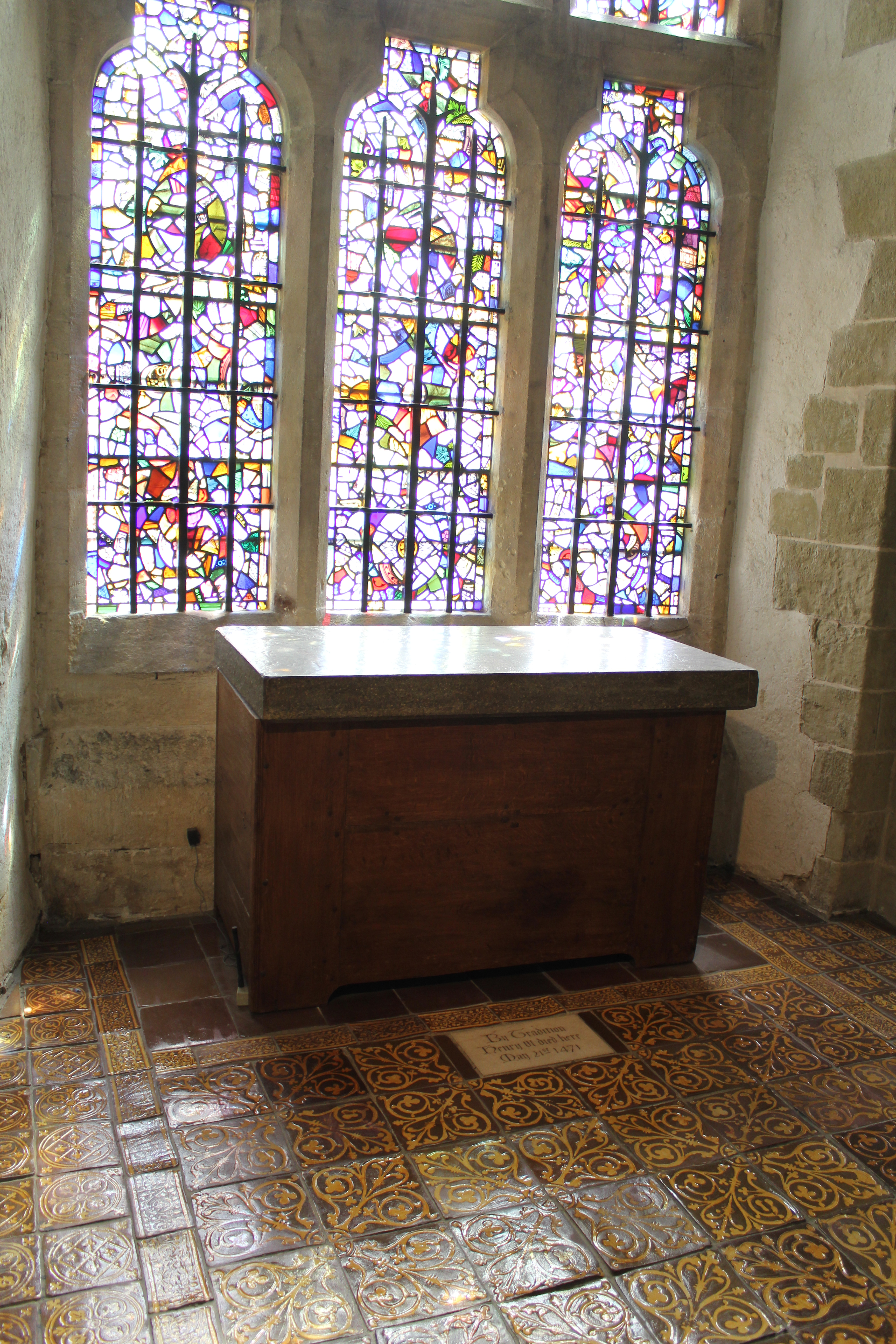
La tour de Wakefield, dans la tour de Londres, où Henri VI est mort pendant la nuit du 21 au 22 mai 1471.

Pendant ce temps, une armée commandée par Thomas Neville, dit le bâtard de Fauconberg, avance vers Londres. Fauconberg est le cousin de Warwick et a reçu l'ordre de rassembler des troupes dans le Kent. Le 8 mai 1471, Fauconberg demande à Londres de le laisser passer. La capitale, informée de la victoire yorkiste à Tewkesbury, refuse catégoriquement et se prépare à un siège. Entre le 12 et le 15 mai, l'armée de Fauconberg tente à plusieurs reprises de pénétrer dans Londres. S'il avait réussi à s'emparer de la capitale, Fauconberg aurait pu reprendre le contrôle d'Henri VI et raviver la cause des Lancastre mais les Londoniens défendent leur ville avec acharnement. Fauconberg se retire le 18 mai en apprenant le retour d'Édouard IV et la défaite de Tewkesbury. Il capitulera finalement devant Richard de Gloucester le 27 mai à Southampton. Auparavant, le 21 mai 1471, Édouard IV est rentré à Londres, avec la reine Marguerite d'Anjou comme captive. Sa campagne militaire pour retrouver son trône étant achevée, Édouard IV se fait à nouveau couronner le 22 mai pour se donner une nouvelle légitimité et envoie quelques troupes recevoir la reddition de Fauconberg. La mort du prince Édouard à Tewkesbury laisse Henri VI comme seul membre de la maison de Lancastre. De plus, l'insurrection de Fauconberg fait comprendre à Édouard IV le danger de laisser Henri VI vivant. Il est donc probable qu'Henri ait été assassiné dès le retour d'Édouard à la tour de Londres afin d'éliminer toute résistance lancastrienne,.
La chronique yorkiste Historie of the Arrivall of Edward IV affirme que le roi destitué est décédé de mélancolie après avoir appris la mort de son fils Édouard à Tewkesbury mais il semble que peu de personnes aient cru à cette explication. Certains accusent Richard de Gloucester d'avoir poignardé à mort le roi déchu mais la responsabilité d'un tel régicide revient à Édouard IV, qui contrôle alors l'accès au roi. De plus, la tour de Londres sert également de résidence royale au XVe siècle, donc la présence de Richard à la tour ne signifie pas forcément qu'il a participé au meurtre. Néanmoins, en tant que connétable d'Angleterre, Richard a dû transmettre l'ordre royal de mettre à mort le royal captif. Des ricardiens prétendent qu'Henri VI a été tué le 23 mai, en s'appuyant sur la Chronique de Wakefield, afin d'innocenter Richard dans l'assassinat d'Henri, car Richard a quitté Londres à cette date et se dirige vers Southampton afin d'y capturer Fauconberg. La responsabilité de Richard dans le meurtre a été transmise à la postérité par la célèbre pièce de Shakespeare (voir plus bas) qui a repris les écrits de Thomas More, lui-même inspiré de John Rous. Henri VI est d'abord inhumé à l'abbaye de Chertsey sur ordre d'Édouard IV. Le 12 août 1484, son corps est déplacé à la chapelle Saint-Georges du château de Windsor sur ordre de Richard III, qui cherche peut-être ainsi à se faire pardonner. Lorsque le corps d'Henri est examiné en 1910 sur ordre de George V, les fossoyeurs estiment sa taille à environ 1,77 m. Ses cheveux clairs sont tachés de sang, avec des meurtrissures au crâne, prouvant que le roi a bel et bien succombé à une mort violente.

## Héritage

### Culte posthume

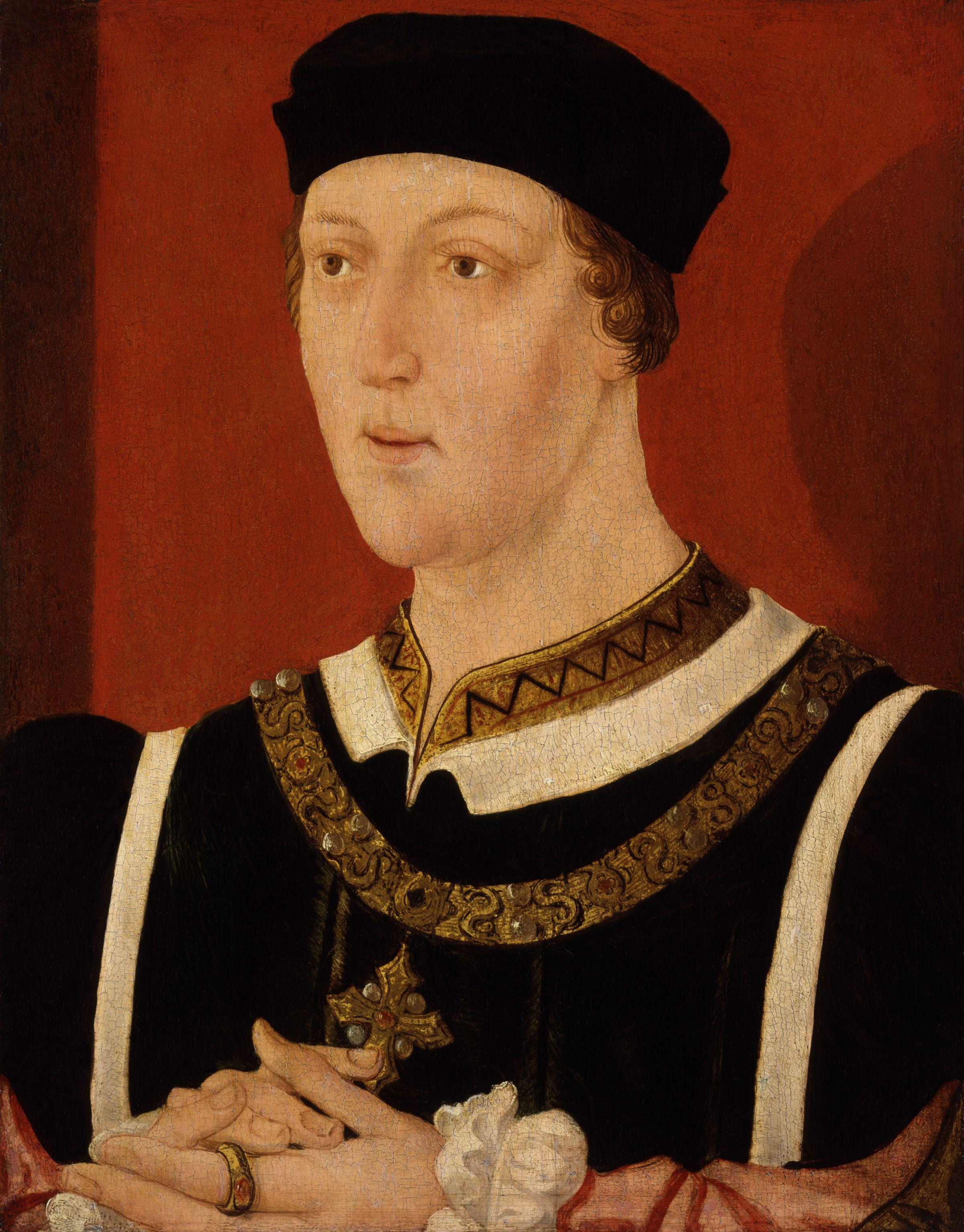
Henri VI (roi d'Angleterre), peinture anonyme, National Portrait Gallery, fin du XVIe siècle ou début du XVIIe siècle.

Les historiens de la période Tudor affirment que c'est au cours d'un dîner avec sa cousine Marguerite Beaufort et son demi-frère Jasper Tudor ayant eu lieu le 27 octobre 1470, quelques jours après sa restauration sur le trône par Warwick, qu'Henri VI aurait fait la connaissance du jeune Henri Tudor, qui accède au trône en 1485 sous le nom d'Henri VII. Henri VI aurait affirmé pendant ce dîner que « [lui]-même et ses ennemis [les Yorkistes] devraient lui [à Henri Tudor] céder la place ». Henri Tudor utilisera plus tard cette phrase pour se revendiquer comme l'unique descendant et héritier des Lancastre à compter de 1471. La prophétie d'Henri VI se réalise quinze ans plus tard lorsque Henri Tudor vainc Richard III à la bataille de Bosworth le 22 août 1485. Le nouveau roi Henri VII met un terme à la guerre des Deux-Roses en épousant Élisabeth de York, fille aînée d'Édouard IV. Pour marquer le début d'une ère nouvelle dans la société anglaise, Henri VII décrit le règne de Richard III comme celui du mal et réhabilite ses victimes, dont l'une des premières est supposément Henri VI. Le culte anti-yorkiste est dès lors encouragé par Henri VII, ce dernier considérant Henri VI comme un élément de propagande dynastique légitimant l'arrivée au pouvoir de la maison Tudor. Par la suite, Henri VII formule successivement trois demandes de canonisation d'Henri VI pendant les années 1500 et, au moment de la rupture d'Henri VIII avec Rome en 1533, une procédure de canonisation est alors en cours. Le culte d'Henri VI possède en outre une dimension politique : ainsi, on raconte que la guérison des écrouelles pendant le règne de Richard III, considéré comme un usurpateur, n'avait lieu que grâce au culte d'Henri VI.
Des miracles sont ainsi rapidement attribués au roi Henri VI, et il est alors considéré officieusement comme un saint et un martyr. Un volume compilant les miracles attribués à Henri VI existe à la chapelle de Saint-Georges de Windsor, où Richard III l'a fait enterrer en 1484, et Henri VII commence à construire une chapelle à l'abbaye de Westminster pour y déposer les reliques d'Henri VI. Des hymnes en son honneur existent toujours, et jusqu'à la Réforme, son chapeau a été gardé près de sa tombe à Windsor, où des pèlerins l'auraient placé pour obtenir d'Henri VI la guérison de leurs migraines. La résurrection d'Alice Newnett, victime de la peste, alors qu'elle allait être déposée dans son linceul, est attribuée au roi lancastrien. Henri est également intervenu lors de la pendaison d'un homme injustement condamné à mort, accusé d'avoir volé des moutons. Henri aurait placé sa main entre la corde et la trachée de l'homme, le gardant ainsi en vie. Il l'aurait ensuite ramené à la vie dans le chariot qui le conduisait au cimetière. Henri est aussi capable d'infliger le mal, comme lorsqu'il frappe John Robyns de cécité après que Robyns l'ait maudit. Robyns n'a été guéri qu'après avoir fait un pèlerinage au sanctuaire du roi Henri. Un acte supplémentaire de dévotion qui est étroitement associé au culte d'Henri VI au XVe siècle consiste à plier une pièce d'argent en offrande au « saint » afin qu'il accomplisse un miracle. Katherine Bailey, une femme qui était borgne, a été conseillée par un étranger lors d'une messe d'agir ainsi et, lorsqu'elle a obtempéré, son aveuglement partiel s'est résorbé.

### Représentation artistique

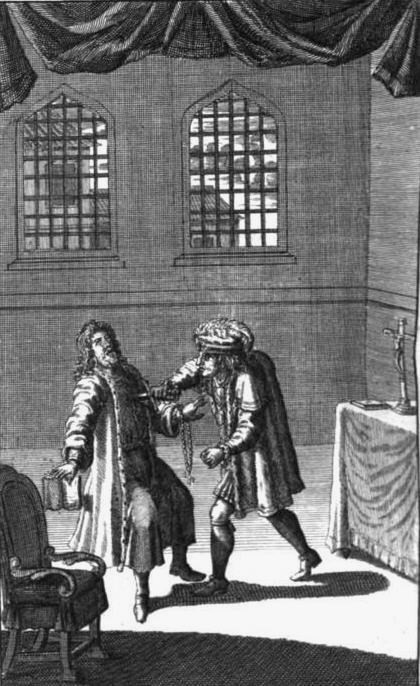
Représentation de la mort d'Henri dans l'édition dHenry VI par Nicholas Rowe en 1709. Henri VI est assassiné à la tour de Londres par le futur Richard III.

Entre 1588 et 1592, William Shakespeare écrit une trilogie théâtrale consacrée à la vie d'Henri VI : Henri VI, Partie 1, Henri VI, Partie 2 et Henri VI, Partie 3. Cette trilogie a largement contribué à immortaliser son destin tragique. La pièce n'évoque cependant pas la maladie mentale du roi, qui est à l'époque de la reine Élisabeth Tudor un sujet tabou. Shakespeare a omis ce trait de caractère d'Henri VI pour ne pas irriter la reine, qui descend autant de la maison de Lancastre que de la maison d'York. Henri VI passe durant les trois pièces le plus clair de son temps à contempler la Bible et à exprimer son désir d'être quelqu'un d'autre qu'un roi. Il est faible et facilement influençable, ce qui permet d'une part à son épouse Marguerite et à ses alliés de diriger le royaume et d'autre part aux membres de la maison d'York de revendiquer le trône. Henri prend seulement un acte de sa propre volonté pendant son assassinat, lorsqu'il agonise en maudissant Richard de Gloucester, qui l'a poignardé. Le fantôme d'Henri VI apparaît également dans la pièce Richard III. Avant la bataille de Bosworth, il vient avec toutes les autres victimes de Richard III maudire son assassin et souhaite la victoire du comte de Richmond, qui lui conteste la couronne.
Dans les multiples adaptations d'écran de ces pièces, Henri VI a été successivement dépeint par : James Berry dans le court métrage muet Richard III de 1911 ; Terry Scully dans la série de la BBC An Age of Kings de 1960, qui contient toutes les pièces historiques de Richard II à Richard III ; Carl Wery dans la version télévisée ouest-allemande König Richard III de 1964 ; David Warner dans The Wars of the Roses, une version filmée en 1965 de la Royal Shakespeare Company condensant les trois parties de Henri VI ; Peter Benson (en) dans la version de la BBC des trois parties de Henri VI et Richard III de 1983 ; Paul Brennen dans la version cinématographique de 1989 mise en scène par la English Shakespeare Company (en) ; Edward Jewesbury (en) dans la version cinématographique de Richard III en 1995 ; James Dalesandro dans la version cinématographique moderne de Richard III en 2008 ; Tom Sturridge dans les pièces Henri VI et Richard III dans la deuxième série de la BBC The Hollow Crown en 2016. De plus, Miles Mander interprète le rôle d'Henri VI dans La Tour de Londres, un film d'horreur de 1939 dramatisant l'ascension au pouvoir de Richard III.